# 金庸筆下武功列表
此列出金庸筆下武俠小說武功。

## 書劍恩仇錄

### 五行拳
鐵臂羅漢羅信的絕招，一招甫發，次招又到，一刻也不容緩，金、木、水、火、土五行相生相剋，連續不絕。

### 沾衣十八跌
內家拳術之一，「千跌張」傳下的秘術，陸菲青曾用來對付羅信，其招式乃借勢用勁之法，功力深的，敵人只要一沾衣服，就會直跌出去。

### 鐵琵琶手
洛陽韓家的絕技，關東六魔排三的焦文期曾習得，兼有鐵沙掌和鷹爪功兩家之長。韓家鐵琵琶手至韓五娘而達大成，除掌法外，兵器
用的是一隻精鐵打成的琵琶。這琵琶兩邊鋒利，攻時如板斧，守時作盾牌，琵琶之腹中空，藏有十二枚琵琶釘，一物三用十分厲害。

### 吳鉤劍
玉判官貝人龍的趁手兵器，吳鉤劍名雖是劍，實是雙鉤，不過鉤頭上多了一個劍尖，除了鉤法中的勾、拉、鎖、帶之外，還夾著雙劍的路子。雙鉤不屬十八般武器之內，極為陰狠難練，初學時稍有疏虞，不是被月牙護手所傷，便是拗勁掣肘，發不出招，但練成了之後，威力甚大。

### 柔雲劍法
武當派上乘劍法，一招之後，不論對方如何招架退避，第二招順勢跟著就來，如柔絲不斷，春雲綿綿。

### 金剛伏虎刀法
陳家洛跟張召重交手時施展的刀法。

### 芙蓉金針
武當派的暗器招式，以金針發出。

### 點穴手
武當派獨門點穴功夫。

### 大摔碑手
武當派掌法，陸菲青曾用來對付貝人龍

### 三十二勢長拳
武當派入門功夫，可培力練拳。

### 十段錦
武當派入門功夫，可培力練拳。

### 無極玄功拳
武當一派的上乘拳掌招式。

### 甩手箭
武當暗器套路之一。

### 六合槍
參將曾圖南的槍法。此為真實存在的武功。

### 齊眉棍法
總兵成璜與余魚同交手時施展的棍法。

### 黑沙掌
青城派慧侶道長傳給徒弟常赫志、常伯志的武功，在慧侶道長死後，江湖上黑沙掌的功夫已沒人在常氏兄弟之上。

### 八卦掌
威鎮河朔王維揚成名武林的絕技，分遊身八卦掌及最厲害之內八卦掌及獨門絕學八陣八卦掌。
- 此為真實存在的武功，為內家功法之一，與八卦拳同是。

### 八卦刀
威鎮河朔王維揚成名武林的絕技，曾傳給兩個兒子王劍英、王劍傑跟商劍鳴等弟子，商劍鳴之妻商老太跟兒子商寶震也獲傳承，含有大架、小架、內架、外架諸項變形。起手第一招為「上勢左手抱刀」，包含回身劈山刀、上步劈山等招式。

### 大力鷹爪功
嵩陽派武學，金爪鐵鉤白振以此馳名江湖。

### 醉拳
福建少林拳法，雖只一十六路，但下盤若虛而穩，拳招似懈實精，翻滾跌扑，顧盼生姿，監寺大苦大師曾用來跟陳家洛交手。
- 此為真實存在的武功，但口訣已不詳。

### 瘋魔杖法
福建少林武學，又名魯智深瘋魔杖，猛如瘋虎，驟若天魔，杖法脫胎於少林寺紧那罗王所傳的一百單八路棍法，又摘取大小「夜叉棍」、「取經棍法」等精華，招招狠極猛極，猶如發瘋著魔。蒋四根曾用來跟周仲英交手，戒持院首座大癲大師曾用來跟陳家洛交手。

### 闖少林
少林拳術，一共三十三式，周仲英用來和陳家洛交手的拳法之一。

### 五行連環拳
少林拳術，一施開崩、鑽、劈、炮、橫五趟拳術，威力頗為驚人，周仲英用來和陳家洛交手的拳法之一。

### 游身八卦掌
陳家洛用來和周仲英交手的拳法之一。

### 武當長拳
陳家洛用來和周仲英交手的拳法之一。

### 查拳
陳家洛和周仲英交手的拳法之一。

### 綿掌
陳家洛和周仲英交手的拳法之一。

### 三十六路大擒拿手
陳家洛用來和周仲英交手的拳法之一。

### 分筋錯骨手
陳家洛用來和周仲英交手的拳法之一。

### 岳家散手
陳家洛用來和周仲英交手的拳法之一。

### 百花錯拳
天池怪俠袁士霄所創的獨門拳術，他或明或暗將各家拳術幾乎學了個全，隱居天池後融通百家，別走蹊徑，創出了這路拳法，其精義不但無所不包，其妙處尤在於一個「錯」字，每一招均和各派祖傳正宗手法相似而實非，一出手對方以為定是某招，舉手迎敵之際，才知打來的方位手法完全不同，其精微要旨在於「似是而非，出其不意」八字。旁人只道拳腳全打錯了，豈知正因為全部打錯，對方才防不勝防。

### 連環迷蹤腿
無塵道人因失了一條手臂，因此腿上功夫練得出神入化，以補手臂不足。無塵道人曾用繩子將右臂縛在背後，施展連環迷蹤腿，把青旗幫的幾位當家全都踢倒。青旗幫的人心悅誠服，後來就併入了紅花會。

### 鐵布衫
鐵塔楊成協所修練的橫練功夫，雖不能說刀槍不入，但尋常利器卻也傷他不得，他外號「鐵塔」，是說他身子雄偉堅牢，有如鐵鑄之塔。

### 回龍璧
趙半山參照南洋獵戶的「飛去來器」所製的暗器，經過無數次試制習練，製成一種曲尺形精鋼彎鏢。

### 飛燕銀梭
趙半山獨創暗器，燕尾跌落，梭中彈簧機括彈動燕頭，銀梭突在空中轉彎，向上激射，令人防不勝防。

### 太極劍法
太極門中的劍法，趙半山曾用其中的粘字訣應付張召重的凝碧劍。

### 太極快劍
太極門中的劍法，趙半山與關明梅交手時，跟他以快打快。

### 玄玄刀法
太極門中的刀法，趙半山曾傳給石雙英。

### 無極拳
紅花會鬼見愁石雙英所學的武功。

### 刀中夾鏢
王維揚的絕技，左手刀法與尋常刀法相反，敵人招架已然為難，再加金鏢順著刀勢發出，敵人避開了鏢，避不開刀，避開了刀，避不開鏢，端的厲害非常。

### 七步追魂
瑞大林的輕功身法。

### 八步趕蟾
瑞大林的輕功身法。

### 六合拳
乾隆手下太監遲玄學的武功。

### 通臂拳
乾隆手下太監武銘夫專精的武功。

### 庖丁解牛功
陳家洛在迷宮中藉由莊子所悟出的武學，與維吾兒族一派武學淵源極深；需配合音樂施展。

### 追魂夺命剑
無塵道長的成名劍法，包含大五鬼劍法等套路。

### 殭屍拳
言家拳中的一路奇門武功，混合了辰州祝由科的懾心術而成，兩臂直上直下的亂打，膝頭雖不彎曲，縱跳卻極靈便。

### 三分剑术
天山派剑术的绝诣，所以叫做“三分”，乃因这路剑术中每一手都只使到三分之一为止，敌人刚要招架，剑法已变。一招之中蕴涵三招，最为繁复狠辣。这路剑术并无守势，全是进攻杀着，要旨在以快打慢，以变扰敌。

### 霹靂掌
文泰來成名武功，每一拳掌之出都是猛喝一聲，或先呼喝而掌隨至，或拳先出而聲後發，或拳聲齊作，或有聲無拳，喝聲和掌法拳招搓揉一起，身法愈快，喝聲愈響，神威逼人。

### 破金錘
武當派雙錘功夫，一共二十四路

### 子母铁胆
周仲英的成名武功，後傳給女婿徐天宏。

### 大洪拳
袁士霄跟張召重談論武功時提到的招式。

## 碧血劍

### 岳家神枪
袁承志向倪浩所學的槍法，曾用來跟胡老三交手。

### 長拳十段錦
武林中流傳甚廣的拳術，袁承志年少時曾獲倪浩傳授，師事穆人清後，得他重新指點箇中奧妙。

### 破玉拳
華山派拳法，穆人清曾傳予黃真和歸辛樹、袁承志三名弟子。

### 劈石拳
華山派拳法，穆人清曾傳予黃真和歸辛樹、袁承志三名弟子。

### 伏虎掌
華山派掌法，穆人清曾傳予黃真和歸辛樹兩名弟子以及闖王的部屬崔秋山，袁承志則是先從崔秋山處學得，再拜入穆人清門下重新習練。全套掌法共有一百單八式，每式各有三項變化，奇正相生相剋衍生出三百二十四變，講究勾、撇、捺，劈、撕、打、崩、吐八大要決。

### 鐵指訣
華山派指法，穆人清曾傳予三名弟子，袁承志和呂七先生交手時，用來戳擊他脅下。

### 五行拳
江湖中尋常可見的拳法，但袁承志使來每一招均是含勁不吐，意在拳先，舉手抬足之間隱含极渾厚的內力

### 混元掌
華山派掌法，乃是自外而內修練混元功之用的掌式，藉由練掌修習內勁，待混元功大成，兩相配合威力更增，穆人清曾傳授予黃真和歸辛樹、袁承志三名弟子。

### 混元功
華山派內功的最高心法，乃脫胎自昔年五嶽劍派之一華山派之絕頂神功：紫霞神功；藉由鍛練混元掌，由外而內另闢蹊徑修習，雖說修煉費時且見效慢，但玄門正宗內功沒有走火入魔的危險，練成後臨敵應戰時招式中自有內勁相附，和混元掌搭配後威力極大，穆人清曾傳授予黃真和歸辛樹、袁承志三名弟子。

### 抱元勁
華山派內功之一。

### 混天功
華山派內功之一。

### 攀雲乘龍
木桑道人和袁承志下棋後，教給他的第一種輕身功夫，不用彎腿即能躍起倒翻。

### 岳王神箭
木桑道人傳授給袁承志的輕功，身子急速向後飛出，勁力迅猛。

### 滿天花雨
木桑道人輸棋後，教給袁承志的暗器功夫，一手同時撒出七顆棋子，要顆顆打中敵人穴道，袁承志練了許久才有大成。

### 百变鬼影
初版中木桑道人傳授袁承志的上乘輕功

### 神行百變
木桑道人的絕頂輕功，藉由教導溫青青，再間接授予袁承志，以防袁承志受鐵劍門號令拘束，後來木桑道人收阿九為徒後，也將這門輕功傳給她，阿九再於《鹿鼎記》中傳給韋小寶。

### 金蛇劍法
夏雪宜及袁承志使用的劍法，劍法中乍看有許多絕無用處之處，需要配合金蛇劍才顯出厲害之處。

### 金蛇擒鶴拳
袁承志由金蛇秘笈上學得之拳法，招式頗為怪異，在袁承志和歸辛樹試招時，刻意用這門拳法敗給師兄。

### 金蛇遊身掌
夏雪宜寫入金蛇秘笈的一套掌法，身形便如水蛇般游走不定，從水蛇在水中游動的身法中所悟出。

### 金蛇錐法
夏雪宜寫入金蛇秘笈的武功，手持金蛇錐施展。

### 金蛇拳法
金蛇郎君在华山之巅苦思情人温仪时所创，其中有些招式是拟想温仪的心情，全然与克敌制胜的武学无关，不少招式旁敲侧击，不依常规，似乎全无用处

### 兩儀劍法
仙都派上乘劍法，需兩人合使，是掌門黃木道人自創的武功。雖然變化繁複，凌厲狠辣，其實還不及仙都派原有的上清劍法，其中頗有不少破綻

### 靈寶拳
仙都派武學，以輕靈見長。

### 上清拳
仙都派武學。

### 上清劍
仙都派武學，以輕靈見長。

### 鶴形拳
方岩呂七先生的武功。

### 斬蛟拳
少林旁支山東渤海派的招數，洪勝海曾用來攻擊袁承志。

### 雙槍槍法
阿九用竹竿使出的招式，竹杆性柔，盤打挑點之中，又含著軟鞭与大杆子的招數，百忙中還找敵人穴道。

### 陰陽寶扇
惡虎溝大當家沙天廣的絕技，其打穴功夫在武林中算是頂尖，扇上還有机括可發出鋼釘傷人。

### 鐵沙掌
惡虎溝二當家譚文理所擅長的掌法。

### 朱砂掌
滄州千柳莊主褚紅柳馳名武林的絕技，施展開時雙掌顏色會逐漸變紅。棋仙派的溫方義也練有這門掌力。

### 铁鉗功
滄州千柳莊主褚紅柳練了數十年的絕技，可以鉗住敵手兵刃。

### 孟家神拳
蓋孟嘗孟伯飛獨創的武技。

### 快活三十掌
蓋孟嘗孟伯飛獨創的武技。

### 滄州大洪拳
鐵羅漢義生和胡桂南交手時施展的拳法，拳勢虎虎生風。

### 魯智深醉打山門拳
鐵羅漢義生和胡桂南交手時施展的拳法，拳勢東歪西倒，宛然是個醉漢，有時雙足一挫，在地上打一個滾，等敵人攻到，倏地躍起猛擊。

### 鴨形拳
胡桂南與鐵羅漢義生時所使的拳法，時時雙手兩邊划動，矮身蹣跚而走，模樣十分古怪，偏又身法靈動。

### 青竹鏢
程青竹慣用的暗器，乃是一枝枝細竹，二十步內打人穴道，百發百中，勁力不輸鋼鏢。

### 雷震劍法
棋仙派絕招，共有六六三十六招，竟無一招實招，那是雷震之前的閃電，把敵人弄得頭暈眼花之後，跟著而上的便是雷轟霹靂的猛攻。溫青青曾用來跟雷蒙交手。

### 五鳳劍術
初版中石梁派江南独步的劍法，溫青青曾用來跟沙老大交手

### 五行陣
棋仙派鎮山絕學，已流傳百年之久。需溫家五老一同出手，一共有五套陣法，變化多端，威力極強，連金蛇郎君、黃真和袁承志等一流高手都難以突破，金蛇郎君失手後苦思數年後想出破解之法，袁承志憑藉此法大勝溫家五老。石樑派掌門溫氏五老曾自創八卦陣來完善五行陣，但被袁承志認為是畫蛇添足，反而讓敵人有可乘之機。

### 追風劍
初版中追风剑万方的絕技，他這六十四招追风剑出神入化，威震天南，武功还在掌门大师兄龙植之上。

### 大力鷹爪手
榮彩苦練二十多年，持之獨步江南的武功

### 毒砂掌
五毒教中人人修練的毒掌。

### 毒蟾砂
又名「含沙射影」，是用胸前的機關射出无数极细的钢针，机括装在胸前，发射时不必先取准头，只须身子对正 敌人，伸手在腰旁一按，一阵钢针就由强力弹簧激射而出。钢针既细，为数又多，一枚沾身，便中剧毒。

### 蠍尾鞭
五毒教的奇門兵刃，鞭上不僅全是細刺倒鉤，還含有劇毒，何鐵手曾使之與袁承志相鬥。

### 軟紅蛛索
五毒教由蜘蛛網演變出的武功，蛛索細長多絲，十多根蛛索或攻敵或防身，攻守連環，毫無破綻，何鐵手曾使之與袁承志相鬥。

### 金蜈钩、鐵蜈钩
五毒教的奇門兵刃，修練鐵蜈鉤的功夫需斬斷一隻手掌，改套上鐵鉤，鐵鉤裝在手上，運用之際宛如活手，雙鉤同使招數更加毒辣，何鐵手曾使之與袁承志相鬥。

## 雪山飛狐

### 地堂刀
北京平通鏢局的總鏢頭熊元獻精熟的功夫。

### 追命毒龍錐
天龍門世代相傳的暗器絕招，發出時既準又快，兼含劇毒，中者定在三個時辰斃命。

### 天龍劍法
天龍門世代相傳的劍法，南北兩宗招數相同但心法略有不同。

### 鐵門閂刀法
平通鑣局鄭三娘的刀法，專門用於守御，三十六招內敵人難以進襲。

### 達摩劍法
胡斐兩名僮兒以雙劍合璧時施展的劍法，雙劍連環進擊，緊密無比。 

### 大擒拿手
天龍門阮士中和胡斐兩名僮兒交手時用的武功。

### 飛天神行
胡斐家傳輕功絕技。

### 春蠶掌法
胡斐家傳掌法，用於遭人圍攻而大處劣勢之時，不求有功，但求無過，招招全是守勢，出手奇短，抬手踢足，全不出半尺之外，但招數綿密無比，週身始終不露半點破綻。 

### 胡家刀法
胡斐家傳刀法，纏、滑、絞、擦、抽、截六字訣變幻莫測，連刀柄、護手都能用於攻防。

### 苗家劍法
苗人鳳家傳劍法，到苗人鳳手裡後，威力發揮得淋漓盡致，獨步天下。

### 五虎刀
興漢丐幫范幫主家傳武功，一共九九八十一路。

### 龍爪擒拿手
興漢丐幫范幫主家傳武功，共有二十三路，沾上身時直如鑽筋入骨，敲釘轉腳。不論敵人武功如何高強，只要身體的任何部位給他手指一搭上，立時就給拿住，萬萬脫身不得。。

## 飞狐外传

### 查拳
與潭腿、花拳、洪拳，並稱北拳四大家的拳法，在北方流傳甚廣，練武者都略知一二。馬行空用來與閻基交手的拳法之一，徒弟徐錚也獲得傳授，曾用來跟何思豪交手。

### 潭腿
商寶震所學武功之一，共有十二路，和查拳、花拳、洪拳，並稱北拳四大家的拳法。

### 太極刀
何思豪和徐錚交手時施展的刀法。

### 燕青拳
梁山泊上好漢燕青傳下的拳法，講究縱躍起伏、盤拗挑打，馬行空曾用來與閻基交手。

### 魯智深醉跌
馬行空用來與閻基交手的拳法之一，施展時如瘋如癲，似醉似狂，忽而臥倒，忽而躍起，“羅漢斜臥”、“仙人渴盹”，這路拳法似乎是亂打亂踢一般，其實是精彩之极。

### 地堂拳法
鐘家三兄弟跟苗人鳳交手時，鐘兆英用出的武功。

### 奈何功
鄂北鬼見愁鍾家的功夫，施展時身形一晃一飄，走得歪歪斜斜。

### 四門刀法
閻基和商老太交手時用的刀法。

### 毒砂掌
药王庄门下人人皆会。出现于《飞狐外傳》中。中此掌者伤处隐隐似有一层黑气。需放血并于伤口擦上黄色解药方能解其毒。

### 四象步
胡斐家傳武藝之一，但僅是習練拳腳器械的入門基礎。

### 鷹爪功
鷹爪雁行門兩大絕技之一。

### 雁行輕功
鷹爪雁行門絕技之一。

### 雁行刀
鷹爪雁行門兩大絕技之一。

### 八極拳
清雍乾年間，武林中名頭甚響的拳術，聲勢僅稍遜太極、八卦諸門，秦耐之曾和胡斐交流商研，拳法有翻手、揉腕、 寸懇、抖展八極，摟、打、騰、封、踢、蹬、掃、卦八 式，變化為‘閃、長、躍、躲、拗、切、閉、撥’八法，四十九路八極拳，講究的是小巧騰挪之道。

### 六十四路轟天雷震擋法
雷電門的絕招，若與閃電椎的功夫雙手齊使，合稱雷電交作，威力甚大。

### 八卦游身刀法
八卦門刀法，施展時滿室遊走，刀中夾掌，掌中夾刀，越打越快。

### 游身八卦掌
八卦門掌法，一施出時再不停留，腳下每一步都按著先天八卦的圖式，轉折如意，四梢歸一，繞著對方身子急速奔跑，一掌一掌越打越快。商寶震曾用來跟王劍杰過招。

### 内八卦掌法
八卦门最精深的掌法，非將外八卦練至登峰造極，決不能動，但只要一練成，出招雖然極短，但以静制动，威力甚强。招式施展時腳下也按著先天八卦的圖式，但雙掌或揮或按，便如是獨自練拳一般。。

### 八陣八卦掌
威震河朔王维扬的最強家传绝技，僅傳給王剑英跟王剑杰兩個兒子，掌法施展時脚步错乱，手掌歪斜，在平地上施展威力最强，外姓的弟子如商剑鸣等也均不传。
是在八卦掌中夹了八阵图之法：天阵居乾为天门，地阵居坤为地门，风阵居巽为风门，云阵居震为云门，飞龙居坎为飞龙门，武翼居兑为武翼门，鸟翔居离为鸟翔门，蜿盘居艮为蜿盘门；天地风云为四正门，龙虎鸟蜿为四奇门；乾坤艮巽为阖门，坎离震兑为开门。这四正四奇，四开四阖，用到武学之上变化奇幻，隐有布阵而战之意。

### 天龍劍法
天龍門的劍法，田歸農曾在掌門人大會施展力鬥其他武師。

### 六合拳
韋陀門開山祖師無相大師所精研的武功。

### 韦陀杵
韋陀門開山祖師無相大師所精研的武功。

### 六合刀法
少林旁支韦陀门的武功，全守六合之法。所谓六合，“精气神”为内三合，“手眼身”为外三合，其用为“眼与心合，心与气
合，气与身合，身与手合，手与脚合，脚与胯合。”全身内外，浑然一体。

### 六合枪法
少林旁支韦陀门的武功，共有二十四式，最精妙的一招乃是「四夷宾服」。

### 赤尻连拳
少林旁支韦陀门的武功，以六合拳为根基以猴拳为形，乃是一套近身缠斗的小擒拿手法，每一招不是拿抓勾锁，便是点穴打穴。

### 八仙剑法
八仙剑一门的镇派绝技。

### 先天拳
由唐朝流傳至清朝的拳法，但歷代拳師傳技時各自留招，已經式微許久。

### 鴨形拳
鴨形門的拳法，招式姿勢雖不中看，但馬步低、下盤穩，水面上的功夫特別了得。

### 五郎棍法
五台派弟子，五郎鏢局李廷豹的成名武功。招式圈、點、劈、軋、挑、撞、撒、殺，招熟力猛，使將出來极有威勢。

### 二郎擔山掌
二郎拳一派的絕技。

### 蓋馬三拳
二郎拳一派的絕技。

### 金剛拳
山西大同府興隆鏢局總鏢頭周隆的絕技。

### 胡家快刀
胡一刀家傳的刀法之一。胡家刀法－八方藏刀式、穿手藏刀式、進步連環刀、纏身摘心刀、閉門鐵扇刀。

### 西嶽華拳
西嶽華拳門（乃昔年名門大派：華山派旁支）的著名外門武功，「華拳四十八，藝成行天涯」，華拳門共有四十八路拳腳器械，又分成藝、成、行、天、涯五個支派。共分為一十八路登堂拳，一十二路入室拳，還有一十八路刀槍劍棍的器械功夫。

### 一路華拳
西嶽華拳門的基本功夫。

### 鐵蓮功
鳳陽府五湖門最擅長的武功，鞋尖上包以尖鐵,只要踢中要害,立可取人性命，施展開時鴛鴦腿、拐子腿、圈彈腿、鉤掃腿、穿心腿、撞心腿、單飛腿、雙飛腿，層出不窮，越來越快

## 射鵰英雄傳

### 楊家槍法
楊鐵心家傳絕技，北宋初年楊家將的槍法。最大絕學是七十二路「楊家槍法」，出槍甚長，且有虛實，有奇正，進其銳，退其速，其勢險，其節短，不動如山，動如雷震。

### 九陰真經
北宋宋神宗年間文官黃裳編寫的武學經典，天下武學無所不包，分成上下兩冊，載有易筋鍛骨篇、療傷篇、解穴秘訣、收筋縮骨法、移魂大法、蛇行狸翻、閉氣秘訣、飛絮勁、摧心掌、白蟒鞭法、大伏魔拳、手揮五弦、摧堅神爪等招式。

#### 摧心掌
此掌雖名「摧心」，但中者五臟六腑皆會被震爛，骨骼卻不折斷。《射鵰英雄傳》中，「銅屍」陳玄風、「鐵屍」梅超風夫妻偷取師父黃藥師的《九陰真經》，練就經上九陰白骨爪、白蟒鞭法、橫練功夫外以及此功。但因黑風雙煞夫妻多用白骨爪及白蟒鞭法而少用摧心掌，摧心掌的知名度遠遜上述二功。
後來，銅屍鐵屍先後伏誅，九陰真經正本被毀，只有陳玄風的人皮副本和周伯通所持之上卷流傳於郭靖等人之間。
然而笑傲江湖中青城派掌門余滄海亦會同名而相似的武功。由於九陰真經下卷本身就是記載了北宋年間天下之絕頂武功，而青城派早在天龍八部一書(北宋年間)已存在；因此摧心掌亦可能是青城派世代相傳的本門武功。

#### 無形釘
梅超風暗算歐陽克所使的暗器

#### 九陰白骨爪
《九陰真經》中的武功，又稱九陰神爪，五指發勁，無堅不破，摧毁大岩，如穿腐土，出爪時爪心有強大的吸力可隔空取物或吸取他人功力，爪指有強大的透勁可隔空傷人，為一收一放，一開一合，合乎武學大道之理的功夫。陳玄風、梅超風皆未得此招完整練法而斷章取義偏成九陰白骨爪，周芷若修習的是經改良後的速成版，但也慘敗給完整習得摧堅爪的黃衫女子，足見兩者威力差別。

### 毒菱
柯鎮惡所擅長的獨門暗器，四面有角，就如菱角一般，且尖角锋锐，是他双眼未盲之时所练成的绝技，暗器既沉，手法又准，失明後須有全金發以伏羲六十四卦的方位指点才好發射。

### 伏魔杖法
江南七怪之首飛天蝙蝠柯鎮惡的成名武功，杖下威力十分剛猛，其中一式猛向後腦擊落的毒招，是他當年在蒙古大漠中苦練而成，用以對付失了目力的梅超風。

### 降魔杖法
柯镇恶苦心练来用以对付铁尸梅超风，招中蕴招，变中藏变，诡异之极

### 分筋錯骨手
江湖常見的武技，但江南七怪中的朱聰所創，純是自行研創与中原名師所傳的全然不同，他外号“妙手书生”，一双手机灵之极，加之精擅点穴，熟知人身的穴道关节，有了这两大特长，钻研分筋错骨之术自不如何为难，数年之后，已深通此道的精微，手法虽不及出自师授的稳实狠辣，却也颇具威力

### 空空拳
江南七怪中的朱聰所擅長的拳技，招式巧妙，朱聰除了教給郭靖外，也教過拖雷三招。

### 妙手空空
朱聪的绝技，数次从对手身上偷得物品，临死前从杨康身上摸出绣花鞋就是他最好的证明。

### 南山刀法
江南七怪中「南山樵子」南希仁的武功，由於猜測丘處機會教授楊康「楊家槍法」，曾特別指導郭靖刀法中單刀破槍的法門。

### 開山掌法
江南七怪中南山樵子南希仁傳授給郭靖的掌法。

### 透骨錐
江南七怪中南山樵子南希仁用來襲擊梅超風的暗器。

### 南山掌法
江南七怪中南山樵子南希仁傳授給郭靖的掌法，施展開時雙掌翻合，虎虎生風。

### 鐵布衫
江南七怪中笑彌陀張阿生練有的橫練功夫。

### 金龍鞭法
江南七怪中馬王神韓寶駒的成名武功，招式注重巧勁，練習時若勁力用錯，反先傷己身，由於韓寶駒身材偏矮，因此專研攻敵下盤的法門，曾傳給徒弟郭靖，倚之力鬥黃河四鬼。

### 地堂鞭法
江南七怪中馬王神韓寶駒的武功，著地滾進，專向對方下盤急攻。

### 鴛鴦連環腿
馬王神韓寶駒的生平絕學，左起右落，左落右起，倏忽之間接連踢出了九腳，腳下曾踢倒無數南北好漢。

### 羅漢拳
初版中韓寶駒傳授給郭靖的拳法。穆念慈比武招親時，一名和尚也使過，是少林派的拳法，屬於外門功夫。

### 五行拳
穆念慈比武招親時，一名胖子也使過，也是外門功夫。

### 呼延槍法
江南七怪中鬧市俠隱全金發傳給郭靖的槍法，是軍中流傳甚廣的槍法，而全金發秤杆的打法本從槍中脫胎而來。

### 越女劍法
江南七怪中越女剑韩小莹的劍法，乃是《越女劍》一書中劍神越女阿青遺留的劍招，这套越女剑法就在此流传下来。越国处女当日教给兵卒的剑法旨在上阵决胜，斩将刺马颇为有用，但以之与江湖上武术名家相斗，就嫌不够轻灵翔动。到得唐朝末叶，嘉兴出了一位剑术名家，依据古剑法要旨而再加创新，于锋锐之中另蕴复杂变化。韩小莹从师父处学得了，虽然造诣未精，剑招却已颇为不凡，她的外号“越女剑”便由剑法之名而得。韓小瑩將這路劍法教給郭靖後，郭靖又傳給郭芙跟武氏兄弟。

### 岳家槍法
南宋時軍中流行的槍法之一。

### 二郎拳
一版中黃蓉與彭連虎試招時所用的武功，出自山东济州卢家，卢家武功讲究小巧纵跃之技。

### 八极式
一版中黃蓉與彭連虎試招時所用的武功，出自江北六合，腰定掌稳，是内家手法，和二郎拳理恰恰相反。

### 出云手
一版中黃蓉與彭連虎試招時所用的武功，出自太原帅家。

### 潭腿
一版中黃蓉與彭連虎試招時所用的武功，黃蓉曾用绳挂一条鞭這招。

### 哪吒式
一版中黃蓉與彭連虎試招時所用的武功，出自嵩阳派，黃蓉曾用金钓挂玉這招。

### 關東長拳
一版中黃蓉與彭連虎試招時所用的武功，是参仙梁公一派。

### 子午代药剑
一版中黃蓉與彭連虎試招時所用的武功，出自江南，黃蓉用過一招大三拍、金绞剪。

### 雪山八套
一版中黃蓉與彭連虎試招時所用的武功，出自西域，黃蓉曾用寒冰暴至這招精妙家数。

### 靈鰲步
黃藥師所創的輕功身法，黃蓉曾用來躲開彭連虎的攻擊，讓他以為黃蓉是黑風雙煞的弟子。

### 蘭花拂穴手
黃藥師所創的點穴手法，十指靈巧輕柔，運勁若有若無，扣指如蘭花，出手優雅，與桃華落英掌合使更顯精妙。講究「快、準、奇、清」，務須出手優雅，氣度閒逸，輕描淡寫，行若無事，才算得到家，要是出招緊迫狠辣，不免落了下乘，配不上「蘭花」的高雅之名。

### 劈空掌
黃藥師的一門絕技，在一瞬间运转体内的气通过手掌发出来，攻击对方，可以直接隔着空气伤人。曾傳授給徒弟陸乘風跟曲靈風，其女黃蓉雖也知悉修練法門，但修為甚淺，只能隔空打滅燭火，不能傷敵。
黄药师正是用「劈空掌」和「弹指神通」与西毒、南帝、北丐打成平手。洪七公等人也会「劈空掌」。但有可能桃花岛的劈空掌是自成一派的武功绝技。练习劈空掌要用“铁八卦”，还要手掌浸过醋。小说裏，黄蓉还说过：手掌浸过醋，如果还没散功，被大石头压得久了，手掌就毁了。

### 落英神劍掌（桃華落英掌）
黃藥師早年由劍法另行悟創的掌法，和旋風掃葉腿並施即為東風絕技，掌法奇巧多變，或五虛一實或八虛一實，招式飄逸若仙，但也能將虛招全變成實招，掌勁凌厲，所以招式名稱才添了「神劍」兩字，另可衍生出落英劍法，在第三版裡改稱「桃華落英掌」。在《神鵰》中，黃藥師的小徒弟程英也會此招，功力僅遜於師姐黃蓉。

### 旋風掃葉腿
黃藥師早年悟創的腿功，和桃華落英掌並施即為東風絕技，六個弟子無一得傳，後因自惱重罰了四名無辜弟子，另行創出與旋風掃葉腿配合的內功心法，每日打坐練气，進境若快，可使傷殘者逐漸恢復行走。

### 東風絕技（狂風絕技）
桃華落英掌與旋風掃葉腿齊施，共六六三十六招，招術以六招為一輪，速度愈來愈快。在第三版裡改稱東風絕技。

### 奇門五轉
黃藥師以十多年內力從奇門五術中演變出來的絕學。使時掌影飄飄，快捷無倫，猶如一座大山重重壓向敵人，招數更是越出越快，攻勢也隨之大盛，可逼得敵人隨自己急速旋轉，從而轉得頭暈眼花，極難抵擋得住。在第二次華山論劍與郭靖交手最後使出的絕招。

### 碧波掌法
桃花島入門武功，傻姑偷看曲靈風練功時習得一招半式，曾用來攻擊梁子翁，也因為使用這路掌法讓黃蓉跟黃藥師認出她是曲靈風後人。

### 彈指神通
黃藥師的一門絕技，透過指頭彈出暗器或石子，可發揮極強的破壞力。
《射鵰英雄傳》中，黃藥師與周伯通比玩石彈、在歸雲莊彈石指點梅超風，都是使的這門功夫。
《神鵰俠侶》中，黃蓉亦以此功彈擊酒杯。黃藥師更把此功及玉簫劍法傳與楊過，以剋制李莫愁的赤煉神掌及拂塵功夫。
黃藥師也曾以此絕技，和楊過的黯然銷魂掌打成平手。
此外，《天龍八部》中的天山童姥和虛竹、《倚天屠龍記》中的明教「光明左使」楊逍和《俠客行》中的「摩天居士」謝煙客也會此功。

### 碧海潮生曲
黃藥師的一門絕技，簫聲有如海潮變幻，以上層內力惑人心志、亂其內息，他曾無效。黃藥師曾連續15年以碧海潮生曲對付被囚禁的周伯通，又以此曲重創歐陽克的蛇陣，並與「西毒」歐陽鋒的鐵箏、「北丐」洪七公的長嘯打成平手。，為了對付老頑童，黃藥師還在曲中又增添許多變化。

### 打狗棒法
丐幫兩大鎮幫絕技之一，乃是丐幫幫主的象徵，可搭配打狗棒施展，洪七公因將幫主之位傳給黃蓉，這路棒法也悉數相授。
除歷代丐幫幫主外，虛竹和楊過是唯二習得打狗棒法的人。在世紀新修版天龍八部中，蕭峰自知無法返回大宋，因而將「降龍十八掌」、「打狗棒法」傳給虛竹以代傳下任幫主。 在神鵰俠侶中，楊過在因緣際會下遇到洪七公和義父歐陽鋒，洪七公只教授要式和招數，並未傳授口訣；歐陽鋒則是傳授反制法，最後洪七公和歐陽鋒含笑過世，楊過將他們葬在一起。與郭靖、黃蓉再度碰面時，聽到黃蓉傳授魯有腳口訣時，完全領悟。

### 降龍十八掌
丐幫兩大鎮幫絕技之一，乃天下第一掌法，但不一定只有幫主能修煉。在《天龍八部》中，丐幫第六代幫主蕭峰以降龍十八掌威震武林，更在少林寺一役技壓群雄。這套掌法被洪七公修傳給郭靖後，成為郭靖最主要及最厲害的絕學。在《神鵰俠侶》中，郭靖在歸雲莊時，在無著力點的情況下，以降龍十八掌與金輪法王的掌力相抗，使其被迫閉氣，而郭靖卻神色自若。後來在蒙古大營時，亦以左右互搏和降龍十八掌跟金輪法王等人交手，並且絲毫不落於下風。

### 逍遙遊拳法
洪七公傳授黃蓉和穆念慈的拳法，招式路數和桃花島武功頗相似，是洪七公少年所學的武技，已經棄用多年。

### 破玉拳
一版中洪七公傳授穆念慈的獨門拳法，包含“石破天惊”与“开天辟地”等招式，黃蓉因久隨洪七公也學得。

### 满天花雨掷金针
為應付歐陽鋒、歐陽克叔姪所訓練的蛇陣，洪七公從黃蓉縫製衣服的舉動聯想到可用滿天花雨的手法擲針刺蛇，進而創出這套暗器手法，並將之教給黃蓉。

### 蓮花掌
洪七公隨意傳給黃蓉的武功之一，黃蓉曾在丐幫大會上使出。

### 銅錘手
洪七公隨意傳給黃蓉的武功之一，黃蓉曾在丐幫大會上使出。

### 混天功
洪七公隨意傳給黃蓉的武功之一，黃蓉曾在丐幫大會上使出。

### 鐵帚腿法
洪七公隨意傳給黃蓉的武功之一，黃蓉曾在丐幫大會上使出。

### 燕双飞
一版中洪七公傳給黃蓉的輕功身法，在君山大會時曾使出，身法灵动有如玉燕。

### 伏虎拳
洪七公在重傷後領會九陰真經之意，起身所演練的拳法。
- 此為真實武術，為洪門之拳技，以黃麒英、黃飛鴻父子使得最為傑出。

### 甩手箭
丘處機與金兵蒙面人交手時接箭反射的手法。

### 毒蛇尋穴手
楊康在參加比武招親時跟楊鐵心交手所用的武功。

### 金雁功
全真派極精深的輕功，馬鈺曾在蒙古讓郭靖每日上崖下崖而修練到的。

### 空明拳
「老頑童」周伯通被困桃花島時，由老子道德經的意義中悟出的拳技，拳訣共十六字：「空朦洞鬆、風通容夢、沖窮中弄、童庸弓蟲」，曾傳給義弟郭靖和徒弟耶律齊。總共有七十二路。

### 雙手互搏
也稱『左右互搏之術』，老頑童周伯通被困桃花島時，窮極無聊自創的遊戲，讓自己的左手和右手各用不同的武功對打，經郭靖點破後方知可分使兩種不同的武功抗敵，自身武功斗然增強一倍。起始修練法門是一手劃方、一手劃圓，關鍵訣竅全在「分心二用」四字，只有思想單純之人方可理解，心思縝密太過聰明之人容易多想反而無法領會，故除了周伯通外只有郭靖與小龍女兩人學會。
小龍女練成左右互搏後，用雙劍出手，使出玉女素心劍法。

### 先天功
全真教鎮教絕學，為「中神通」王重陽在第一回華山論劍時力壓其餘四絕的絕頂功夫，徒弟全真七子跟師弟周伯通均未獲得傳授，僅與「南帝」段智興交換過一陽指，用意是要「南帝」擁有剋制「西毒」歐陽鋒之能。先天功配合一陽指除了可以完全對付歐陽鋒外，也可以治療沉重的內傷。

### 三花聚頂掌法
全真教最強的掌法，馬鈺被彭連虎用毒針偷襲後，迅速回擊的招式，第三版中改為「履霜破冰掌法」。

### 全真劍法
全真劍法是全真教的武學。剑法变化精微，威力极盛，包含定陽針、天紳倒懸、揩磨塵垢、探海屠龍、罡風掃葉、雁行斜擊、浪跡天涯，一劍化三清等招式。其中一劍化三清更是每一招均可化為三招，十分厲害。
古墓派亦有一套玉女劍法專克全真劍法，但當雙劍合壁，一個使玉女劍法，一個使全真劍法，就會變成威力極大的玉女素心劍法。但此招只有楊過和小龍女使用過。

### 同歸劍法
全真教劍法之一，劍法只攻不守，招招力求同歸於盡，故名同歸劍法，是由於全真七子怕落單遇上西毒歐陽鋒因而由王重陽為他們創出，亦曾傳授給周伯通，意在犧牲一人保全同門，丘處機曾用這門劍法與江南七怪及焦木大師交手。

### 指筆功
全真教武學，在江南七怪和馬鈺故佈疑陣欺騙梅超風時，曾提及譚處瑞練就此功。

### 金關玉鎖二十四訣
全真教武學，馬鈺所修練的內功。

### 天罡北斗陣
王重陽替全真七子新創的陣法，以北斗七星運轉為原理，可聯手對抗四絕等級的高手，陣法和九陰真經的北斗大法相呼應，乃道家至高之學。全真七子佈陣時馬鈺位當天樞，譚處端位當天璇，劉處玄位當天璣，丘處機位當天權，四人組成斗魁；王處一位當玉衡，郝大通位當開陽，孫不二位當搖光，三人組成斗柄。北斗七星中以天權光度最暗，卻是居魁柄相接之處，最是衝要，因此由七子中武功最強的丘處機承當，斗柄中以玉衡為主，由武功次強的王處一承當。
天罡北斗陣可將七人之力合而為一，王重陽昔年曾為此陣花過無數心血。小則以之聯手搏擊，化而為大，可用於戰陣。敵人來攻時，正面首當其衝者不用出力招架，卻由身旁道侶側擊反攻，猶如一人身兼數人武功，確是威不可當。七子卻是以靜制動，盤膝而坐，擊首則尾應，擊尾則首應，擊腰則首尾皆應，牢牢的將敵人困在陣中。
但天罡北斗陣的缺陷就在「北極星位」，一旦位置被佔，反而七人都是門戶洞開，互相不能聯防，每人都暴於敵人攻勢之下。因為北斗星宿中「天樞」「天璇」兩星聯一直線，向北伸展，即遇北極星。此星永居正北，北斗七星每晚環之而轉。只須搶到北極星的方位，北斗陣散了便罷，否則更能坐鎮中央，帶動陣法，那時以逸待勞，自是立於不敗之地。

### 純陽指
王重陽在初版中的絕技之一，須保持童子身。

### 一陽指
一陽指是大理皇家段氏一族的成名絕技，是天下第一指法。在招式上可剋制西毒歐陽鋒。南帝段智興曾以一陽指與王重陽交換先天功，並在出家後將一陽指武功傳給門下弟子「漁樵耕讀」。一陽指施展時，可近戰可遠攻，與高手爭搏之時，近斗凶險，若用這手法，既可克敵，又足保身。搶攻固然神妙，尤難的卻是在一攻而退，魚逝兔脫，無比靈動。

### 蛤蟆功
西毒歐陽鋒的絕技，發功時蹲在地下，雙手彎與肩齊，嘴裡發出咯咯叫聲，宛似一隻大青蛙作勢相撲，雙手平推，吐氣揚眉，威力十足。武學要旨在於以靜制動，全身蓄勁涵勢，只要敵人一施攻擊，立時便有猛烈無比的勁道反擊，但一陽指跟先天功都可剋制蛤蟆功。由於這門武功需有相當的內力為基礎，所以並未教給私生子歐陽克， 但在發瘋後順手傳授給楊過。
蛤蟆冬眠之期極久，在土中隱藏多時，蓄積體力，一出土便精神百倍。歐陽鋒所練蛤蟆功主旨與此相仿，平時練功，長期蓄力，臨敵時一鼓使出。又月中蟾蜍，俗稱蛤蟆，此功於夜中對著月亮黑影而練，故有此稱。
現實中確實有這套功夫，又名“金雞喝水功”，相傳為岳飛所創。

### 逆行經脈
是黃蓉假傳給歐陽鋒九陰真經的口訣後，在誤打誤撞之下逆轉了經脈所練成的神功，華山論劍時頓時使郭靖、黃藥師、洪七公三人都不敵於他。

### 透骨打穴法
點穴手段甚是陰毒，極難解開，僅有歐陽鋒本人可解的陰毒点穴手法，需用獨特方式才能解開。

### 神駝雪山掌
白駝山莊家傳武藝，身形飘忽地出掌进攻，歐陽克曾在與梅超風交手時使出。

### 瞬息千里
白駝山莊家傳上乘輕功，能斗然間到了對手身旁，歐陽克曾在與梅超風交手時使出。

### 飛燕銀梭
歐陽克在桃花島上試圖用暗器暗算郭靖的陰毒武功。

### 靈蛇拳
第一次華山論劍後，歐陽鋒為在下回論劍時出奇制勝，參考毒蛇動作創出的拳技，施展時宛若無骨，可以突然變換方向攻擊敵手，歐陽克在對上郭靖時為求勝逞快使出，令旁觀的洪七公進而推敲出應付之道。

### 靈蛇杖法
歐陽鋒的兵器招數，杖法中夾雜棒法、棍法的套路，杖頭所雕人頭口中的兩排利齒喂有劇毒，杖上機括按動可發出歹毒暗器，杖尖還纏盤著兩條毒蛇令人難以防範。後來也傳授給楊過。

### 羅漢伏虎拳
陸冠英學自仙霞派的拳招，拳法中將猛虎羅漢雙形，同時在一套拳法中顯示出來。

### 羅漢刀法
仙霞派枯木禪師傳授陸冠英的刀法，招式刀沉力猛。

### 懷心腿
陸冠英自幼苦练的绝技，练时用绳子缚住足踝，然后将绳绕过屋梁，逐日拉扯悬吊，临敌时一腿飞出，倏忽过顶，令人防不胜防。

### 鐵掌神功
「鐵掌水上飄」為裘千仞的成名絕技，修練時需用雙掌在鐵沙中熬煉 ,威力虽略遜降龙十八掌，但掌法精奇巧妙，犹在降龙十八掌之上，在武学诸派掌法之中向称刚猛第一，裘千仞曾用鐵掌重創瑛姑與「老頑童」周伯通之私生子跟黃蓉，一旦遭鐵掌擊成嚴重內傷，需要一陽指搭配先天功才能治癒。

### 通臂六合掌
裘千丈在歸雲莊炫耀的武功，是從通臂五行掌中變化出來。招數雖然不奇，要旨在雙臂貫為一勁，雙手确有相互應援，發揮連環不斷之巧。

### 毒砂掌
武林中常見的毒掌功夫，但靈智上人的修為之深卻是武林少見，連王處一曾與他對上一掌吃虧不小，需用血竭、田七、沒藥、熊膽四味藥祛除毒氣。

### 大手印
靈智上人在藏邊修練多年的絕技，掌勁十分沉雄，但威力與歐陽鋒、周伯通等人仍差上好大一截，在第三版中改為青海手印宗的五指秘刀。

### 野狐拳法
參仙老怪梁子翁在長白山採參時，偶見野狐鬥野犬從狐狸動作中領悟的拳法，招式以靈、閃、扑、跌四字為要訣，專門對付較己更強的勁敵，曾憑此技力鬥練成降龍十八掌的郭靖，梁子翁未攻先閃、跌中藏扑，但仍被郭靖實打實擊下海面。

### 子午透骨釘
梁子翁所用的暗器。

### 關外大力擒拿手法
參仙老怪梁子翁傳授給弟子的武功，曾用來對付郭靖。

### 瘋魔杖法
丐幫簡長老的武功，乃是梁山泊好漢魯智深傳下來的杖法，套路極為威猛，但仍不敵黃蓉的打狗棒法。

### 大力金剛杖法
丐幫簡長老的武功，招式走剛猛一路，但仍不敵黃蓉的打狗棒法。

### 堅壁陣
丐幫陣法，由十多名幫眾排成前後兩列，各人手臂相挽，結成一堵堅壁猛衝，合十餘人的體重，再加上疾衝之勢襲擊敵人。

### 泥鰍功
瑛姑從泥鰍穿泥游行領悟的武功要訣，身上好似塗上一層油脂，溜滑異常，將敵人的攻擊滑卸開來。

### 七絕針
瑛姑從女工針線中研究的暗器招式，設想來剋制大理段氏的一陽指，其右手食指戴有突出三分來長金針的金環，金針上具有劇毒。她眼神既佳，手力又穩，苦練數年之后，空中飛過蒼蠅，伸指戳去，金針能將蒼蠅穿身而過。

### 移形換位
沙通天的輕功身法，曾用來攔截黃蓉逃跑。

### 錢鏢
彭連虎以銅錢打出的暗器，曾用來攔阻黃蓉。

### 地堂拳法
彭連虎應付梅超風白蟒鞭時使出的拳法

### 燕青拳
梁子翁在眾人面其在筷子上施展的輕巧拳術。

### 斷魂刀法
沙通天傳給徒弟沈青剛的武功。

### 奪魄鞭法
沙通天傳給徒弟馬青雄的武功。

### 追命槍法
沙通天傳給徒弟吳青烈的武功。

### 喪門斧法
沙通天傳給徒弟錢青健的武功。

### 哀牢山三十六劍
朱子柳的武學，上下前後左右各刺六劍，連刺六六三十六劍，稱為天下劍法中攻勢凌厲第一。

### 梨花槍
忠義軍女將楊妙真所創的槍法，號稱二十年梨花枪，天下无敌手

## 神鵰俠侶

### 玄鐵劍法
劍魔獨孤求敗所用的重劍法門，後藉神鵰引導而傳至楊過手上，是楊過成名的主要武學。
由於非由文字記載，因此此劍法由誰所創、屬何門派、招式如何劃分、甚至劍法的正式名稱皆已失傳，玄鐵劍法之名純粹取之於獨孤求敗壯年時所用的玄鐵重劍而來。
此劍法招式簡樸，並無繁複變化，只有順刺、逆擊、橫擋、平掠等等直接的動作，有時甚至只運內力而劍身不動。其厲害處全在於使劍者所發之內力，出劍時夾帶著如海潮汹湧般的內勁，其勁風能發出如雷鳴潮湧般的巨响。初學時，藉由暴發的山洪中與洪水對抗而修練，此時期只能以玄鐵重劍配合使用，一旦使用普通的劍即會被震斷。待至修練漸深，會轉而於潮汐漲退時於海中修練，藉比山洪強力百倍、且由四方而來的潮水之助，使出劍力度增強。當內力日漸深厚，所用之劍便可漸輕，漸漸能使木劍如寶劍，進而草木竹石俱成利刃，最終達至無劍勝有劍之境。楊過曾在東海之濱用了六年時間，由鐵劍練至木劍階段，自東海練劍之初，便不曾再使用過玄鐵重劍。

### 金鈴索
古墓派奇門兵器，又稱銀索金鈴，外型是一條雪白綢帶，綢帶末端繫著一個金色圓球，圓球中空有物，綢帶抖動，圓球便如鈴鐺作響，可搖擊敵人穴道。小龍女在大勝關武林大會上與金輪法王激鬥時曾使用，綢帶夭矯靈動，施展時綢帶飄動，金球急轉，幻成一片白霧，一道黃光。小龍女按照琴音之理，將武功與音樂相合，使出來更是柔和中節，得心應手。楊過也曾用此招對付公孫止，但被其的閉穴功夫所剋。

### 玉女功
古墓派養生修煉內功的法門，有『十二少、十二多』的正反要訣，“少思、少念、少欲、少事、少語、少笑、少愁、少樂、少喜、少怒、少好、少惡。行此十二少，乃養生之都契也。多思則神怠，多念則精散，多欲則智損，多事則形疲，多語則气促，多笑則肝傷，多愁則心懾，多樂則意溢，多喜則忘錯昏亂，多怒則百脈不定，多好則專迷不治，多惡則焦煎無宁。此十二多不除，喪生之本也”

### 柔網勢
古墓派一門的基本功法。入門第一個學習的武功。

### 夭矯空碧
古墓派一門的輕功身法。入門第二個學習的武功。

### 玉女劍法
古墓派劍法，由林朝英所創，招招剋制全真劍法，招式輕柔有餘而威猛不足，但以上乘輕功搭配，劍法飄逸靈動，人所難防，劍法由林朝英傳其丫環，再傳至楊過和小龍女，才悟通玉女劍法可和全真劍法連同施展為玉女素心劍法，而李莫愁雖是小龍女的師姊，卻未得師傳高深劍法。
玉女劍法果是全真劍法的剋星，一招一式，恰好把全真劍法的招式壓制得動彈不得，步步針鋒相對，招招制敵機先，全真劍法不論如何騰挪變化，總是脫不了玉女劍法的籠罩。

### 玉女素心劍法
古墓派劍法，屬於《玉女心經》中最後一章的武功，需要一對愛侶分使全真劍法和玉女劍法兩相配合才能發揮最大威力，楊過跟小龍女曾數度以這門劍法戰勝金輪法王等強敵，在小龍女練成左右互搏後，用雙劍出手，速度更加快速，就連尼摩星、尹克西跟瀟湘子三人圍攻都敗於劍下。

### 玉女心經
古墓派最上乘的武功，林朝英創來專門用來克制全真派的武功，修練時須得二人同練，互為臂助。修練的第一步是先練成古墓派本門各項武功。第二步是學全真派武功。第三步再練克制全真派武功的玉女心經。
全真內功博大精深，林朝英欲在內功上創制新法而勝過之，真是談何容易？因此玉女心經別尋蹊徑，自旁門左道力搶上風。但練功時全身熱氣蒸騰，須揀空曠無人之處，全身衣服暢開而修習，使得熱氣立時發散，無片刻阻滯，否則轉而鬱積體內，小則重病，大則喪身，練到後來二人需以內力導引防護，合二人之力方能共渡險關。
玉女心經共分九段行功，單數行功是「陰進」，雙數為「陽退」，修練陽退時可隨意停止，但修練陰進時就必須一氣呵成，中途不能微有頓挫。
第三版裡也強調，玉女心經修練成功後，古墓派內功漸高，學者只是身輕足健，出手快捷，於常人發出一招的時刻中可連發三四招，但招力卻並不相應而增。因為林朝英只想勝過王重陽而非殺他，所以心經武學只求身法快捷、招式匪夷所思。

### 天羅地網勢
天羅地網勢是古墓派祖師林朝英獨創絕技，為古墓派的入門功夫，共八十一招，楊過曾被小龍女要求抓麻雀以修習此功，這功夫也是小龍女教授楊過的第一門武功。新修訂版中，楊過初入古墓派時修習之武功改為「柔網勢」，然後方修習天羅地網勢。小龍女曾用天羅地網勢搭配金絲手套，用十多柄劍來回拋擲施展，對付尼摩星、尹克西跟瀟湘子三大高手。
天羅地網勢是古墓派的入門功夫，古墓派祖師林朝英獨創絕技，共八十一招掌法，在楊過涉足江湖前，招數掌形從未下過終南山一步。
天羅地網勢不以內力沉雄見長，而以手法迅速為主，使出來綿密無比，威力不弱過手裏有劍，雙手能擋住九九八十一隻麻雀，不讓一隻麻雀漏出。

### 美女拳法
古墓派最奇妙最花巧的武功，拳法每一招都是摸擬一位古代美女，楊過因是男子之身，修習時把招數略作更改，減去女子婀娜之氣，楊過助陸無雙對敵時，曾使過數招擊退丐幫弟子，並在武林大會用來和達爾巴對敵，但最後仍是靠著九陰真經的移魂大法制勝。招式有貂蟬拜月、昭君出塞、麻姑獻壽、文君當壚、天孫織錦、貴妃醉酒、弄玉吹簫、鉤弋握拳、則天垂廉、紅玉擊鼓、紅拂夜奔、綠珠墜樓、文姬歸漢、紅線盜盒、東施效顰、木蘭彎弓、班姬賦詩、嫦娥竊藥、蠻腰纖纖、萍姬針神、西施捧心、洛神凌波、曹令割鼻、古墓幽居等。其中古墓幽居一式乃是楊過所自創，說是抒寫林朝英而作，實際卻模擬師父小龍女的舉止。
- 貂蟬拜月——手伸到敵方身後，以掌邊斬落攻敵。
- 西子捧心——用拳攻敵心口。在金庸小說中的典故為《越女劍》主角阿青劍氣誤傷西施，使得西施心口受損，後來時常疼痛故得之西子捧心的形象。
- 昭君出塞——以彈琵琶的姿勢，用手指彈敵。
- 麻姑獻壽——雙手合拳抬擊敵方下巴。
- 天孫織綿——右手揮左，左手送右，以擲梭織布之樣攻敵。
- 貴妃醉酒——舉手作斟酒之樣，用手尖攻敵頭部。
- 則天垂廉——雙掌以垂廉式削落攻敵。
- 紅玉擊鼓——雙臂以對話模式快擊。
- 紅拂夜奔——以直入式敲擊攻敵。
- 綠珠墜樓——撲地劈削，攻敵下盤。
- 文姬歸漢——以雙掌連綿不斷的拍出。
- 萍姬針神——伸手指，以縫衣之樣戳出。
- 蠻腰纖纖——腰肢輕擺以避敵攻擊。
- 曹令割鼻——以手掌在自己臉前削過，格敵擊面門的拳掌。
- 古墓幽居——右手支頤，左手輕輕揮出，口中長歎一聲，臉現寂寥之意，為楊過自創的一招，是模仿小龍女之招數。

### 裙裡腿
孫婆婆與趙志敬等全真門人交手時所施展的腿法，招式無影無蹤，奇异之极。

### 玉蜂針
古墓派的獨門暗器，是一種細如毛髮的金針，六成黃金、四成精鋼，沾有終南山的玉蜂尾刺上毒液，雖然細小，但因黃金沉重，擲出時仍可及遠。只是這暗器太過陰毒，林朝英自來極少使用，中年後武功出神入化，更加不須用此暗器。針上蜂毒，是西藏彩雪蛛的剋星。小龍女的師父因李莫愁不肯立誓永居古墓以承衣缽，傳了她冰魄銀針後，玉蜂針的功夫就沒傳授。在第一版中、本暗器叫玉蜂砂、是六角形的金屑。

### 冰魄銀針
古墓派的獨門暗器，針上劇毒威力非常，李莫愁曾憑此威震江湖。李莫愁在離師門後又自行變化出掌中夾針的陰毒招數，當對方正全神提防她的毒掌，突然在近身之處發出冰魄銀針，不少武學名家則因此中招因此而喪生於毒針之下。

### 玉簫劍法
桃花島一派之最高劍法，從玉簫招數演變的劍法，是黃藥師独步武林，名震天下的武功之一，劍法名稱文雅，招式潇洒自如，看似俊雅花俏只求美观，仅为舞剑而用，實則藏有克敵妙用，黃藥師曾傳給楊過對付李莫愁的拂塵功夫，黃蓉、程英也從黃藥師處學得這門劍招。郭靖黃蓉的大女兒郭芙也會玉簫劍法，曾在絕情谷用玉簫劍法壓制陸無雙，但被同樣會此劍法的程英從一旁暗中用彈指神功打掉了手中長劍。

### 五行掌法
黃藥師的絕技之一，掌力之中暗合五行，極為巧妙，老頑童周伯通曾聽王重陽提起過。

### 赤練神掌
赤練神掌，又名五毒神掌。是李莫愁從《五毒秘傳》中去領悟出來而創的武功，含有劇毒，中人時傷口呈血紅之色有三條硃砂般的指印，死時劇痛奇癢。

### 三無三不手
三無三不手全称为“无孔不入”“无所不至”“无所不为”，是李莫愁的絕學之一。
“无孔不入”乃是向敌人周身百骸进攻，点他全身各处大穴；“无所不至”点的是敌人周身诸处偏门穴道；“无所不为”不再点穴，专打眼睛、咽喉、小腹、下阴等人身诸般柔软之处，三無三不、阴狠毒辣。

### 虎門手
鹿清篤於全真教小比之中施展的武功。

### 全真教入門拳法
此門武功是全真教小道士和楊過在比試功夫所使用的，有一招名為風掃落葉。

### 重阳剑法
初版中楊過用來迎戰丐幫弟子的武功，是全真教的嫡傳劍法。

### 北斗大陣
全真教道人每七人一組，布成十四個天罡北斗陣。每七個北斗陣又布成一個大北斗陣，形成兩個北大斗陣。自天樞以至搖光，聲勢非同小可。兩個大北斗陣一正一奇，相生相剋，互為犄角，十四個北斗陣，也就有十四個北極星位，若敵人沒法同時佔住十四個要位，定有莫大兇險。郭靖認為比王重陽祖師所傳陣法又深了一層。

### 七星聚會
全真五子見到古墓派玉女心經招招剋制本門功夫，丘處機倡議用勁力補全招數之不足，用一個多月的時間創出，乃從天罡北斗陣法中衍生，雖名七星聚會，卻不似北斗陣非要七人一同施展，六人、五人，甚至四人、三人都可併力施發出，每招使出都可將數人勁力集於一點。

### 一陽書指
朱子柳以一陽指為基礎，並將書法化入衍生的武功，文中有武、武中有文，朱子柳以一桿筆接連使出房玄齡碑、自言帖、石鼓文對付霍都，一度大佔上風，但仍遭他暗算落敗。

### 千里傳音
一燈大師將聲音傳入黑龍潭和瑛姑交談的上乘內功， 楊過亦懂，曾用此功召喚劉瑛，雖名為千里過為誇大，若中间并無阻隔，功夫高深之人可以音送數里，而且聽来如同人在身侧，越是内功深湛，傳音越是柔和。

### 狂風迅雷功
霍都的壓箱絕技，在大勝關與楊過交手時，霍都打不過楊過的打狗棒法，金輪國師暗中提示霍都使出這門功夫，但霍都最終還是不敵楊過。

### 無上大力杵法
達爾巴的武功，招式無甚變化，僅是雙手握杵橫揮八招加上直擊八招，憑著天生神力將十六招反覆使出，招意帶有三分癲狂威力
。

### 五輪大轉
金輪法王為應付玉女素心劍法，另行演變的招式，使用金銀銅鐵鉛五輪施展，其中雙輪在手，三輪飛轉攻敵，由於五輪輕重、形狀不一，運轉開來令人難以捉摸，可是在對上楊過跟小龍女聯手的玉女素心劍法時仍無法取勝，甚至被奪走一輪；而且還被郭靖的降龍十八掌擊退，使金輪法王頗為氣餒。

### 大摔碑手
金輪法王曾經用來襲擊楊過的掌力。

### 瑜伽密乘
在第三版中金輪法王傳授給郭襄的上乘密宗內功心法，由報身佛金剛薩埵所說的瑜伽密乘先修成後，再修法身佛普賢菩薩所說的大瑜伽密乘、無比瑜伽密乘，一直到最後的無上瑜伽密乘，威力極强，殊不下於中原佛道兩家內功心法。此功極為精深，無窮無盡，永遠也沒有練成的時候。

### 推經轉脈、易宮換穴
金剛宗極深奧艱難的內功，奇妙處比之歐陽鋒逆轉全身經脈雖然頗為不及，卻也是一門甚難修練的怪異神功。

### 龍象般若功
龍象般若功為金輪法王最強武學，載於龍象般若經上，是密宗至高無上的護法神功，共分十三層，每進一層便多一龍一象之力。第一層功夫十分淺易，縱是下愚之人，只要得到傳授，一二年中即能練成。第二層比第一層加深一倍，需用三四年時間。第三層又比第二層加深一倍時間。如此成倍遞增，越是往後精進，越是困難。待到第五層以後，每要再練深一層，往往需要耗費三十年以上的苦功。因而儘管密宗一門，高僧奇士歷代輩出，但卻沒有人練到超過第十層；故推斷如能有人能練至第十三層，武功定必臻至天下無敵境界。北宋年間曾有一名藏邊高僧練至第九層，繼續勇猛精進第十層，卻因心魔驟起，無法自制，狂舞七日七夜，自終絕脈而死。直到金輪法王為雪敗給楊過、小龍女之恥時，回到蒙古後竟爾沖破第九層難關，達到第十層的境界。此時號稱出招具有十龍十象之力，連周伯通、黃藥師、一燈等人，都驚異於其所發之力度竟如此強大，周伯通亦單論力道而言，自己勝不過金輪法王。曾經交手的人中，只有郭靖深厚的九陰真經結合之降龍十八掌力，及楊過在海潮中練來的內力能與之硬抗。。
在世紀新修版的《神雕俠侶》中，基於郭襄確實拜了金輪國師為師，龍象般若功似乎也由金輪國師傳授給郭襄，故後世峨嵋派武功或多或少乃屬於密宗武學。而在高台之戰裡，金輪國師最後在郭襄遇險時也捨命使用龍象般若功最高功力擊爆火柱，力竭身亡。

### 黯然銷魂掌
楊過在小龍女於絕情谷失蹤後，心中思念小龍女，漸漸形銷骨立。一日在海邊悄立良久，百無聊賴之中隨意拳打腳踢，輕輕一掌便將岩石打得粉碎。他由此深思，創出一套完整的掌法，出手與尋常武功大異，厲害之處，全在內力。他將這套掌法定名為「黯然銷魂掌」，取的是江淹《別賦》中的一句「黯然銷魂者，唯別而已矣」之意。周伯通讚嘆為近年來最出色的武功，論掌力足與降龍十八掌媲美，論招式足以與彈指神通匹敵。共有一十七招：徘徊空谷、力不從心、六神無主（六神不安）、拖泥帶水、廢寢忘食、庸人自擾、呆若木雞、想入非非、面無人色、孤隻形影、倒行逆施、行屍走肉、飲恨吞聲、窮途末路、杞人憂天、無中生有、驚心肉跳。楊過曾靠著這套掌法打贏金輪國師。

### 陰陽倒亂刃法
公孫止家傳武藝，以獨特的鋸齒金刀跟黑劍，兩手同使刀法劍術，劍使刀招、刀運劍法，招式十分奇異，經裘千尺補全後，威力更勝一籌，乃武林中罕見的絕技，和楊過交手時頗佔上風。後來再次和楊過、小龍女交手時，招式缺陷讓裘千尺點破，幾近敗給楊過。

### 閉穴功夫
公孫止家傳武藝，可以封閉穴道使敵人無法有效攻擊，但飲食不能沾得半點葷腥，所以裘千尺曾說過這門功夫難練易破，不練也罷。在楊過與公孫止二度交手時，裘千尺用計以自身鮮血滴入茶中騙得公孫止喝下，破去他苦練多年的閉穴功夫，因此公孫止敗給楊過。

### 四言劍法
楊過在和公孫止比武時自創的一門武功，頗具威力。以詩經為招名，風雅之至。

### 大伏魔拳法
九陰真經上的剛陽拳法，周伯通曾用左右互搏，將這套拳法和空明拳一同使出，試探楊過的武功進境。

### 潑水杖法
絕情谷大弟子樊一翁自創的杖法，招式共有八十一路，招名取叫「潑水」，是潑水不進之意，套路嚴謹防備。樊一翁曾以這門杖法與楊過相鬥，卻仍不敵他的打狗棒法。

### 釋迦擲象功
尼摩星練就的天竺外門奇功，典出佛經裡釋迦牟尼擲象撞地成深溝的寓言，此功能以巨力擲物，所擲巨物經由一次次加力，去勢愈發猛烈。尼摩星和金輪法王單挑時，利用一顆大石砸得他措手不及，經忽必烈調解方罷鬥。

### 壽木長生功
瀟湘子所苦練的武功，僅出現在第一版，特色在於寓退力於發勁之中，在瀟湘子初次登場時曾使出和尼摩星切磋。

### 黃沙萬里鞭法
尹克西以金龍鞭使出的鞭法，曾用於困鬥小龍女。

### 毒砂掌
瀟湘子和尹克西陪同上酒樓的蒙古武士所練之絕技。

### 鐵掌擒拿手
完顏萍跟鐵掌幫舊部練就的一套擒拿手法，以鐵掌功為基礎，包含枯藤纏樹等招式。

### 寒陰箭掌
瑛姑耗費二十多年苦練的掌力，掌力走陰寒一路，可一掌連碎十七塊青磚，而每塊青磚的磚屑決不四散飛揚，陰狠強勁兼而有之。

### 風雷掌法
苗人藍天和幼時在青城山采药摔落山崖後，巧獲奇人傳授的外门武功，掌法刚猛险狠，掌力隱含風雷威勢，和耶律齊爭奪丐幫幫主時一度鬥個旗鼓相當，但最終仍敗給耶律齊。據其師交代，這風雷掌法一旦被内家高手的內勁侵入丹田，纵非当场毙命，一身功夫也難以保全。

### 上天梯
当世会者极少的轻功身法，全凭一口气提起身子，若是中途打岔便会中断。郭靖在蒙古军攻城时由混战中上跃回城时曾施展过，常人每一步也只上升得二三尺而已，但郭靖曾得馬鈺授予金雁功，一步便能躍上丈許，乃天下一等一絕世輕功。

### 江南陆家刀法
陆家庄的家传功夫，陆展元、陆立鼎两人皆有练就。

## 倚天屠龍記

### 九陽神功
鬥酒神僧與王重陽賭酒后觀看“九陰真經”，認為其過於陰柔，於是投身少林，結合其一生為儒為道再為僧的武功絕學與人生經驗而寫成儒釋道三教合一的內功心法。原文張無忌認為其應該稱為“陰陽互濟經”，稱為“九陽神功”是鬥酒神僧對“九陰真經”的理念之矯正。但是九陰真經的總綱提到“九陰熾盛”乃是大忌，因此總綱所說便是要將內力提升至陰陽互濟的境界。具鬥酒僧所言的九陰真經的缺陷，應是不曾看懂真經總綱。（以上為新世紀修改版所新增之橋段，主角張無忌獲得《九陽神功》後，真經後附錄了一段作者鬥酒神僧寫《九陽神功》的來歷）
書成之後，“九陽真經”藏于少林寺藏經閣的梵文《楞伽經》中，因覺遠、張三丰師徒向尹克西及瀟湘子追回秘笈而使郭靖、楊過知曉世間有這門絕學。覺遠圓寂前曾口訴通篇九陽真經，因緣際會為少林無色禪師、郭襄和張三丰各自記下一部份，成為少林、峨嵋、武當三派九陽功，但都不甚周全。至於尹克西及瀟湘子所盜的九陽真經原本則藏在白猿體內輾轉為張無忌所獲，並練至大成。往後張無忌常靠九陽神功克敵致勝，而且九陽真氣渾厚無比，讓張無忌可以輕易運使乾坤大挪移跟七傷拳等絕學。

#### 少林九陽功
在覺遠大師死前口述九陽真經全文時，在旁的無色禪師聽見的部分內容後，進而衍生的內功心法，得“九陽真經”之“高”。在第一版中設定，因少林九陽功並非少林寺本身的武學，僅有無色禪師、空見、三渡神僧和成昆(當時化名為圓真)等寥寥幾人練就。成昆曾以此功反彈金毛獅王謝遜攻擊他的七傷拳。

#### 峨嵋九陽功
在覺遠大師死前口述九陽真經全文時，在旁的郭襄聽見的部分內容後，進而衍生的內功心法，得“九陽神功”之“博”。

#### 武當九陽功
張三丰獲覺遠大師傳授的部分九陽神功心法，加上在覺遠大師死前口述九陽真經全文時，在旁的張三丰聽見的部分內容後，默記了一部分，並加以整合改良，但殘缺不全僅有三、四成的內容，得“九陽真經”之“純”。这门功夫变化繁复，初步功夫是练大周天搬运，使一股真气从丹田向镇锁任、督、冲三脉的尾闾关，然后分两支上行，经腰脊第十四椎两旁的辘轳关，上行经背、肩、颈至玉枕，然后真气入头顶的百会穴，分五路上行，与全身气脉大会于膻中穴，再分主从两支會合于丹田，如此循环一周，練出氤氲紫气。
張三丰曾經傳授給身中玄冥神掌的張無忌，以期他憑藉此功怯除寒毒，可惜成效十分有限。

### 落英劍法
雖不若玉簫劍法精妙，但也是桃花島的一絕，郭襄曾用來和無色禪師試招，讓他猜測自己師承。

### 純陽無極功
張三丰由武當九陽功再行研創之道家內功心法，內力深厚綿密，其療傷祛毒之能當世無出其右。張三丰曾傳予七名徒兒，並在張無忌身受玄冥神掌後替他吸收寒毒。

### 倚天屠龍功
張三丰感傷徒兒俞岱巖被大力金剛指損去四肢，苦思「武林至尊、寶刀屠龍。號令天下，莫敢不從。倚天不出，誰與爭鋒」二十四字時創出的武功，但在七名徒兒中僅有熟練書法且正巧看到張三丰練拳的張翠山習得。
雖然倚天屠龍功中有各兩個「不」字，兩個「天」字，但兩字寫來形同而意不同，招式變化迥異，張翠山在習得倚天屠龍功後，也用了大半天思索融會，把這二十四字練到爛熟於心，不但能空手施展，也可用判官筆、銀鉤當兵刃使出。張翠山曾憑這套武功輕取龍門鏢局三個鏢師、少林派的圓音跟圓業等四名師兄弟，並用這幅字逼得謝遜認輸，保住自己跟殷素素的性命。
後來張翠山攜妻子殷素素、兒子張無忌從冰火島回到中原時，在往武當山路上力鬥高麗青龍派第二代掌门泉建男，即用判官筆展開倚天屠龍功把他擊敗。可惜這路絕學隨張翠山自刎後淹沒，張三丰也沒再傳給其他弟子。

### 太極功
張三丰百歲時所創的內家心法，不輸達摩東傳武學，雖在新修版無具體描述，但在初版金老有明確提出太極功的精義：張三丰近數年來閉關潛修，所創的「太極功」與任何武學中的内功均是截然相反，講究以柔克剛、以静制動、以簡御繁、以逸待劳、以小敵大、以弱勝強，其中「借力打力」四字，尤為精義之所在。

### 太極拳
張三丰多年閉關後參悟的武功，不輸達摩東傳的少林武學，講究以柔克剛、以靜制動、後發制人。是以慢打快、以靜制動的上乘武學，每一招都含著太極式的陰陽變化，精微奧妙，實是開闢了武學中從所未有的新天地，招式有：攬雀尾、單鞭、提手上勢、白鶴亮翅、摟膝勾步、手揮琵琶、進步搬攔錘、如封似閉、十字手、抱虎歸山等。
這套拳術的訣竅是『虛靈頂勁、涵胸拔背、鬆腰垂臀、沉肩墜肘』十六個字，純以意行，最忌用力。形神合一，是這路拳法的要旨，拳勁首要在似鬆非鬆，將展未展，勁斷意不斷。
這個武功也是少數非虛構的武學，在現實生活裡面確實有這套武功。

### 太極劍法
張三丰多年閉關後參悟的武學，在趙敏帶人欺上武當派時，當場教導張無忌對付阿大，後來也教給武當五俠。臨敵時以意馭劍，千變萬化，無窮無盡。劍法的每一招均是以弧形刺出，以弧形收回，太極劍法只是大大小小、正反斜直各種各樣的圓圈，要說招數，可說只有一招，然而這一招卻永是應付不窮。
這個武功也是少數非虛構的武學，在現實生活裡面確實有這套武功。

### 武當長拳
武當派的入門功夫，一共三十二路，拳招說不上有何奧妙之處。但武當派武功在武學中別開蹊徑，講究以柔克剛，以弱勝強，不在以己勁傷敵，而是將敵人發來的勁力反激回去，敵人擊來一斤的力道，反激回去也是一斤，若是打來百斤，便有百斤之力激回，便如以拳擊牆，出拳愈重，自身所受也愈益厲害，張無忌幼時曾獲父親張翠山傳授。

### 玄虛刀法
張三丰所創的武當絕技，俞岱巖用這門刀法斬殺過一名大盜。

### 虎爪手
張三丰所創的武當絕技，是一門極為厲害的擒拿手。

### 虎爪絕戶手
張三丰次徒俞蓮舟學會虎爪手後，苦心孤詣從中自創十二路新招，卻是招招拿人腰眼，能使對手損陰絕嗣，因此被張三丰命名為虎爪絕戶手，讓其他徒弟學得，但警戒所有徒弟非到生死關頭，不能使用這門陰狠武功。

### 神門十三劍
張三丰思索數年，直到張翠山流落冰火島後才創出的劍法，共有十三路，每招所刺之處，全是敵人手腕的神門穴，逼得對手不得不棄下兵刃，殷梨亭曾用神門十三劍助張翠山打退三江幫。

### 繞指柔劍
張三丰自創的七十二路劍法，莫聲谷和殷天正交手時，曾用這門劍法先小勝殷天正一招，使殷天正對張三丰所創武學大感佩服。繞指柔劍使出時，以渾厚內力逼彎劍刃，劍招變幻無常，令敵人無從擋架。

### 梯雲縱
武當派聞名武林的輕功身法。

### 武當綿掌
武當絕技之一，宋青書對付重傷的張無忌時，獲父親宋遠橋點撥，得知張無忌使用借力打力的手法卸除自己的掌力，遂以勁力似有若無的綿掌攻擊張無忌，要讓他無從借力反擊，不料張無忌的乾坤大挪移更勝一籌，依然完全卸去綿掌之力。後來宋青書在屠獅大會應戰丐幫的掌缽龍頭時，因為峨嵋派的金頂綿掌還練不到家，暗中使出綿掌對敵，結果被殷梨亭當場叫破。

### 震天鐵掌
武當絕技之一，宋青書在被七師叔莫聲谷發現偷窺峨嵋女弟子房間後，將他暗算擊殺的招式。

### 震山掌
俞岱巖跟殷野王交手時所使出的掌力。

### 天地同壽
殷梨亭所創的劍招，招數只攻不守，意在和敵人同歸於盡，是他為對付楊逍而創出的一路招式。

### 玄冥神掌
鶴筆翁、鹿杖客所練就的一種陰毒掌力，張三丰原以為玄冥門百損道人死後，這路陰毒掌功已告失傳，未料鶴筆翁、鹿杖客竟得其傳承。玄冥神掌極為陰損，所留掌印呈碧綠色，宛似炭炙火燒，四周卻是寒冷徹骨，一旦中掌後臉上綠氣轉為黑色時，便此氣絕無救。
玄冥神掌的傷勢唯有純陽至剛之九陽神功能驅除掌內寒毒，連張三豐的純陽無極功，蝶谷醫仙胡青牛的醫術都無法施救，張無忌年幼時曾被鶴筆翁擊中一掌而多次險死還生，所幸獲得尹克西跟瀟湘子留在白猿體內的九陽神功秘笈，方撿回一命。
玄冥神掌和人對掌，若是對方內力勝過了施掌者，掌力回激入體，施掌者不免受大禍。

### 壁虎游牆功
乃絶頂輕功上天梯衍化出來，最早之前是以郭靖傳授予楊過，楊過於當日潛入襄陽城時為免伯父伯母發現，故施展壁虎游牆功翻入丈餘城牆。也是張無忌脫離綠柳莊陷阱時使用的輕功。

### 真武七截陣
武當派鎮山絕學，張三丰參考長江和漢水之會的蛇山、龜山，心想長蛇靈動，烏龜凝重，真武大帝左右一龜一蛇，正是兼收至靈至重的兩件物性，從蛇山蜿蜒之勢、龜山莊穩之形中間，創了一套精妙無方的武功。只是那龜蛇二山大氣磅礡，從山勢演化出來的武功，森然萬有，包羅極廣，決非一人之力所能同時施為。張三丰不飲不食凡三晝夜之久，潛心苦思，終是想不通這個難題。到了第四天才猛地省悟，哈哈大笑，回到武當山上，將七名弟子叫來，每人傳了一套武功。 
這七套武功分別行使，固是各有精妙之處，但若二人合力，則師兄弟相輔相成，攻守兼備，威力便即大增。若是三人同使，則比兩人同使的威力又強一倍。四人相當於八位高手，五人相當於十六位高手，六人相當於三十二位，到得七人齊施，猶如六十四位當世一流高手同時出手。

### 神掌八打
少林武學之一，在火工頭陀偷學武藝大成後，於武較時出言不遜並辣手連傷多名僧人，達摩堂首座苦智禪師以這門掌法勝過火工頭陀，苦智本想留下火工頭陀性命，不料火工頭陀誤判其招式，趁機反擊打得苦智重傷致死。

### 降魔掌
少林七十二绝技之一，龍門鏢局總鏢頭都大錦在少林寺學得的功夫。

### 大韋陀掌
少林寺武學之一，龍門鏢局總鏢頭都大錦在少林寺曾學得一部份，後來曾暗自後悔當年沒多留五載把這套掌法學全。

### 羅漢劍法
少林武學之一，走剛猛路子的劍術。

### 達摩劍法
少林七十二絕技之一，因苦慧大師創西域少林一派，遂流傳至西域，方天勞與何足道鬥劍時曾使用，卻敗給了何足道。

### 韋陀伏魔劍
少林七十二絕技之一，亦流傳至西域少林一派，潘天耕用這門劍術和何足道交手，卻被他右手彈琴，左手使劍擊敗。

### 大力金剛指
又簡稱金剛指，少林七十二絕技之一，足可捏金裂石的外門強力指法，擊中人身將導致筋斷骨折、威力巨大，除少林本門有修練法門外，也曾被火工頭陀偷學並傳往西域金剛門，在書中少林寺練就者有四大神僧裡的空聞、空智和空性，以及潛隱多年的渡劫、渡難、渡厄三名長老。金剛門中阿三、阿二皆有修練，阿三更憑藉此技連傷武當七俠中的俞岱巖跟殷梨亭，使兩人先後殘廢癱瘓。受到金剛指殘害肢體後，唯有金剛門奇藥黑玉續斷膏可以重接傷骨。

### 金剛伏魔神通
少林七十二絕技之一，也最為霸道的外門功夫，純以陽剛真力推動，無堅不摧，施展開來剛猛絕倫，千百年來許為少林第一外門武學，書中為阿三所練的絕招，內息暗暗轉動，周身骨骼劈劈拍拍，不絕發出輕微的爆響之聲。眾人又均相顧一愕，知道這是佛門正宗的最上乘武功，自外而內，不帶半分邪氣，乃是金剛伏魔神通。

### 金剛般若掌
少林七十二絕技之一，除少林本門有修練法門外，也曾被火工頭陀偷學並傳往西域金剛門，剛相曾用這門掌功偷襲擊傷張三丰，少林派外門神功“金剛般若掌”，但覺空相竭盡全力之勁，將掌力不絕的催送過來，臉白如紙，嘴角卻帶獰笑，少林派金剛般若掌的威力果是非同小可。

### 大力金剛抓
少林武學之一，白袍客迎戰海沙派時曾用。

### 降魔踢斗式
少林武學之一，陳友諒向謝遜求情時，曾打算使用這招將鄭長老踢向謝遜的方向，好令自己方便逃走。

### 七傷拳
崆峒派鎮山絕學，先傷己後傷人的一路拳法，一練七傷摧肝腸，內力不足者受創極深，崆峒五老人人皆練，都暗隱內傷，七種迥異拳勁，七股不同勁力，或剛猛，或陰柔，或剛中有柔，或柔中有剛，或橫出，或直送，或內縮。兼備可以摧傷敵人臟腑，吞吐閃爍，變幻萬端，陰柔之力時傷樹無痕、卻震斷樹脈，剛猛之力足以拳碎百斤巨岩，內外能傷。

### 金剛不壞體
少林七十二絕技之一，少林寺中僅四大神僧中的空見練成，可以將敵人攻來的勁力悉數反震回彼身，威力實可與少林藏經閣兩大神功——九陽神功及易筋經並列的“金剛不壞神功”。

### 須彌山掌
少林七十二絕技之一，在一版原名小須彌掌，乃是少林寺三大長老中渡難所使用的絕技，曾在張無忌連同楊逍、殷天正會戰金剛伏魔圈時，使出這路掌法應戰殷天正，這門掌力不但極難練成，出掌前還必須坐馬運氣一段時間才能將真氣聚於丹田發出，而渡難信手連續施展的修為，也使在場的少林寺住持空聞十分嘆服。

### 金剛伏魔圈
少林七十二絕技之一，渡劫、渡難、渡厄三僧共坐枯禪練成的鞭法陣式，以「金剛經」為最高旨義，最後要達「無我相，無人相，無眾生相，無壽者相」，於人我之分，生死之別，盡皆視作空幻。三位少林高僧枯禪數十年坐將下來，心意相通，一僧招數中露出破綻空隙，其餘二僧立即予以補足。

### 龍爪手
少林七十二絕技之一，乃少林派四大神僧中空性的絕技，雖說四大神僧全都練就，但以空性造詣最高，龍爪手只有三十六招，要旨在凌厲狠辣，不求變化繁多。空性中年之時曾數逢大敵，只要使出龍爪手便立占上風，通常用到十二招便即取勝，從第十三招起，只是空性自己平時練習之用，被張無忌評說是沒有破綻的不敗武功。張無忌與空性對戰時，藉由身法拉開兩、三尺距離後，仔細端詳偷學模仿，最後用一模一樣的龍爪手破解空性的龍爪手。
書中有記載的招式，記載如下：
- 第八招「拿雲式」：左手虛探，右手挾著一股勁風，直拿人左肩缺盆穴。
- 第十二招「搶珠式」：此招和拿雲式外表雖同，但方位卻異，雙手一樣自上而下同抓，卻是抓人左右太陽穴。
- 第十七招「撈月式」：虛拿人後腦風府穴。
- 捕風式、捉影式、撫琴式、鼓瑟式、批亢式、擣虛式：套路不明，八式連環不絕，便如一招中的八個變化一般，快捷無比。
- 第三十五招「抱殘式」、第三十六招「守缺式」：龍爪手最後兩招，至剛生柔，看似破綻百出，實則暗藏陷阱。

### 梅花鏢
少林派的獨門暗器，鏢身約一寸半長，少林派是名門正派，暗器從不許喂毒，但其旁支金剛門也有練習這項暗器，並餵有劇毒，曾有門人打傷殷素素。

### 伏魔杖
圓業在龍門鏢局和張翠山交手時所用的武功。

### 虎爪功
少林派極厲害的武功，圓心在龍門鏢局和張翠山交手時所用。

### 華山虎爪手
華山派武功，死在此招下的人，臉上血肉模糊，有如被利爪抓過。

### 鷹蛇生死搏
華山派絕技之一，已流傳達百餘年，右手持鑄作蛇頭形狀的利器，左手使鷹爪功；右手點打刺戳，左手擒拿扭勾，利用雙手截然不同的招式將鷹蛇兩種功夫一齊施展，兼具迅捷狠辣兩種特點。華山派掌門鮮于通曾以此技力鬥張無忌，但這門武功的缺點是兩手分力使勁道偏弱，若是對上一般武人，可使對手左支右絀，一旦遇上如張無忌等高手便容易被識穿壓制。

### 反兩儀刀法
華山派絕技之一，由矮老者跟高老者聯手施展，刀法違反兩儀之道，式式不依常規，和崑崙派的兩儀劍法暗符關節，若合併施展則威力無窮，連張無忌也一度沒法應付。

### 華岳三神蜂
華山派絕技之一，左拳上擊、虛砍一刀，左手手肘已重重撞擊，以連環三式攻擊敵手。

### 正兩儀劍法
崑崙派鎮山劍法，由何太沖跟班淑嫻夫婦一同施展，劍法依循兩儀之道，和華山派的刀法若有相符，合併施展則威力無窮，連張無忌也一度沒法應付。

### 蠍尾鉤
崑崙派一名長鬚道人用來打傷彭和尚的暗器。

### 無聲無色
崑崙派劍法的絕招，必須兩人同使，兩人功力相若，內勁相同，兩劍之劍風、破空聲音相互抵消。常用在夜戰，黑暗中令對方沒法分辨以便偷襲。何太沖跟班淑嫻用來偷襲張無忌卻失敗，反而意外刺死華山派掌門鮮于通。

### 迅雷劍
崑崙三聖何足道在少林寺和覺遠比武時所使用的十六下快劍。

### 雨打飛花劍法
崑崙派劍法之一，劍法全走斜勢，但七八招斜勢之中，偶爾又挾著一招正勢，令人難以捉摸。

### 三陰手
崑崙派拳掌招數之一，西華子曾用來攻擊天鷹教的封壇主。

### 寒梅劍陣
崑崙派的劍陣，乃五人同使的劍陣，施展時五人跟著踏步而前，劍尖不住顫動。

### 金頂九式
趙敏迎戰陳友諒時所用的峨嵋派劍法。

### 降魔大九式
初版中趙敏迎戰陳友諒時所用的峨嵋派劍法。

### 滅劍、絕劍
滅絕師太自創的峨嵋派劍法。

### 飄雪穿雲掌
峨嵋派掌法精要所在，在張無忌為保銳金旗殘眾時，與滅絕師太約定承受的第一掌，掌力忽吞忽吐，閃爍不定，引開敵人的內力，再行攻擊。

### 截手九式
峨嵋派掌法精要所在，在張無忌為保銳金旗殘眾時，與滅絕師太約定承受的第二掌，滅絕師太以截手九式的第三式擊中張無忌背心。

### 佛光普照
峨嵋派掌法，套路只有一招，以峨嵋派九陽功作為根基。掌力籠罩敵人全身，使對方擋無可擋，峨嵋派只有滅絕師太一人練就。是張無忌為保銳金旗殘眾時，與滅絕師太約定承受的第三掌。

### 四象掌
峨嵋派掌法，圓中有方，陰陽相成，滅絕師太一向自負是天下絕學。

### 金頂綿掌
峨嵋派掌法，和武當派的綿掌形似而神非，宋青書在屠獅大會上力戰丐幫長老時曾用過，但功力不足沒法穩勝，暗中改用綿掌應戰。

### 橫掃千軍、直摧萬馬
神拳門主過三拳生平所學之中最厲害的一招，不論對手如何閃避，都埋有厲害後著，雖擊中謝遜小腹，仍被他用內功反擊震斃。

### 千蛛萬毒手
殷離與其母的獨門武功，修練時需吸收蜘蛛劇毒，因此會使面貌變得浮腫難看，練過一百隻毒蛛，仍僅是小成。殷離之母為嫁給殷野王狠心散功，殷離修練後，曾用來殺死朱九真跟攻擊殷無祿。

### 截心掌
番僧打傷常遇春的掌力，據胡青牛所著的子午针灸经記載，需从紫宫、中庭、關元、天池四穴着手醫治。

### 紅沙掌
胡青牛著作子午针灸经中記載的掌力之一，傷人的症狀、急救、治法，經中無不備載。

### 鐵沙掌
胡青牛著作子午针灸经中記載的掌力之一，傷人的症狀、急救、治法，經中無不備載。

### 毒沙掌
胡青牛著作子午针灸经中記載的掌力之一，傷人的症狀、急救、治法，經中無不備載。

### 開山掌
胡青牛著作子午针灸经中記載的掌力之一，傷人的症狀、急救、治法，經中無不備載。

### 破碑掌
胡青牛著作子午针灸经中記載的掌力之一，傷人的症狀、急救、治法，經中無不備載。

### 朱砂七煞掌
初版中的趙敏手下一名大漢的奇異武功，失傳已久，施展時掌风之中，隐含一股热气，双掌掌心已变得血也似红。

### 排山掌
番僧和張無忌交手時使用的掌功。

### 並體連功之法
天竺的獨特武功，三十二名番僧聯袂對上張無忌時曾施展。

### 混元一氣功
成昆跟謝遜師徒所修練的獨門內功，若被此功被逼回自身內勁，傷者會滿臉血紅斑點。

### 霹靂拳
成昆跟謝遜師徒所學的拳法，招式剛猛威嚇，與七傷拳看來頗相似。

### 小擒拿手
成昆和謝遜最後在地下洞底交手時所用的武功，特別善於黑暗中近身搏擊之用，招式應變奇速，手指、手掌、手臂、手肘任何一處碰到敵人，立刻擒拿抓打、撕戳勾撞。其中最狠的招数是：双龙抢珠，就是戳敌人双目。
- 真實存在之類似武術就是「擒拿術」，綜合柔道、柔術、跆拳道和防身術而成。

### 獅子吼
為人體丹田內氣外發，發聲吐氣的一門內功絕技，功成之後遇敵交手，發功呼嘯，謝遜曾用來震昏王盤山上諸人，除白龜壽外，多半重傷瘋癲。

### 幻陰指
成昆的絕技武功，初版原名一陰指，是成昆潛入光明頂偷襲楊逍、韋一笑、冷謙、說不得、張中、彭瑩玉、周顛等七大明教高手時所用的招式。
幻陰指在初版中本名為一陰指，氣勁宛如冰線，遊走穴道使人酸麻且全身發寒，是成昆化名圓真潛伏於少林寺期間暗中鍛鍊的狠辣招式，曾用於殺害丐幫幫主史火龍之妻，並在六大派圍攻光明頂之際，藉由密道直上峰頂，趁著楊逍與韋一笑和五散人比試內力時忽然出手偷襲並重創眾人，後來又擊傷了殷野王，但最終由於成昆被張無忌的九陽神功侵入經脈，毀了這門陰毒武功的根基，使成昆往後對戰謝遜時因失去制勝利器而大嘆可惜。
在初版中，設定中了幻陰指後只可用武當、少林、峨嵋三派的九陽神功或一陽指解救，可是在改版後此一說法被取消。而在新修的第三版裡金庸亦追加說，由於成昆修練幻陰指這種陰毒功夫，抵消了原本身上少林九陽功的不少功力。

### 万蚁攒心指
初版中成昆要用來拷問謝遜的武功，是一种最为阴狠毒辣的武功，中此指者，有如千千万万只蚂蚁在五脏六腑一齐咬啮，搔不着摸不到，却是痛痒虽当，直至自己将全身肌肉一块块撕烂。

### 金刚禅唱
成昆在初版中震昏小沙彌的武功。

### 乾坤大挪移
明教鎮教武學，歷代只傳教主一人，本由波斯總壇所傳來，但在波斯早已失傳，只剩中原流傳，記載於一卷羊皮上，必須用鮮血沾染才能顯出字跡。
乾坤大挪移異常難練，全因運勁法門複雜無比，練功者若無雄渾的內力配合定然難成，單是第一層心法，悟性高者七年方可成，次者更要耗費十四年才能練就，第二層心法若練到二十一年仍無成就，萬不可再練第三層以防走火入魔，因此只有身負九陽神功的張無忌方一鼓作氣練完第六層，修練第七層時仍餘最後的十九句心法沒練成。
實際上，乾坤大挪移的創招者自身內力有限，僅足練成第六層心法，第七層心法全仗聰明才智憑空想像，張無忌未修練周全的這十九句，便是創招者思考欠周之處，要是張無忌強求練成，定會全身癱瘓或瘋癲痴呆。
乾坤大挪移的武學主旨在於顛倒一剛一柔、一陰一陽的乾坤二氣，其根本道理並非極為奧妙，只是先求激發自身潛力，再牽引挪移敵勁，箇中變化神奇，令人匪夷所思，乃是一種運勁用力的巧妙法門。施展者臉上會浮現青紅兩色，便是體內血液沉降、真氣變換之象。據說練至第六層時，全身都能忽紅忽青，但練到第七層時，陰陽二氣轉於不知不覺間，外貌上再無表徵。
明教第八代鍾教主把乾坤大挪移練到第五層，但在練成的當天走火入魔身亡；陽頂天亦練到第四層；陽頂天亦傳過楊逍乾坤大挪移的入門功夫，楊逍練了十多年，也只練到第二層。

### 大九天手
陽頂天的絕技，威力巨大，曾以此招將「銀葉先生」韓千葉的父親擊得一跪不起，最終傷重去世。

### 鷹爪擒拿功
雙手擺出鷹的鉤爪之勢，勢成鷹爪，其爪鋒銳之處可以任意撕裂骨骼或鋼鐵，講求以抓打擒拿、分筋錯骨、輾轉騰挪、刁靠內閃、跳蹤為主，擁有了靈活又巧妙的威力，和龍爪手並稱天下爪法之絕。

### 青竹手
初版中楊逍所練就的掌力，施展時掌心隱隱有青氣流轉，曾用來跟韋一笑的寒冰綿掌對掌。

### 寒冰綿掌
青翼蝠王韋一笑獨門絕學，是一門掌力陰寒的掌法，對手中掌會寒毒侵體，對掌者的內力若不足抵禦，會有全身血液都要凍結成冰的感覺。
當年韋一笑修練時出了差錯，經脈中鬱積了至寒陰毒，只要一運內力，寒毒就會發作，如果不吸血解毒，全身血脈就會凝結成冰身亡，按張無忌的診斷，這是「三陰脈絡受損」。

### 草上飛
韋一笑所擅長的輕功之一，雖是武林中常見之技，但韋一笑的造詣卻十分突出。

### 大風雲飛掌
彭瑩玉遭到紀曉芙、丁敏君等八人圍攻時，詐死後偷襲擊斃其中五人的掌法。

### 陰風刀
波斯三使所修練的獨特內力，是一股無形無質的陰寒之氣，刺在身上有如鋼刃之利。

### 透骨針
波斯三使所修練的獨特內勁，在與張無忌比拼內力時，真氣凝於一點發出，直刺其心脈，使張無忌大為吃虧。

### 聖火令神功
記錄在聖火令上的武功，是山中老人霍山畢生武功精華，部分要訣是「應左則前，須右乃后，三虛七實，無中生有」，使波斯三使的武功平添許多奇幻，張無忌奪得聖火令後加以研習，對上渡難、渡厄跟渡劫三僧時曾經使用。這門武功施展時看來顛三倒四，實則中藏奇奧變化，比之正路功夫又難得多。種種怪異身法，每一招都足以迷亂敵人眼光，似左實右，似前實後。但霍山本非正人君子，這門武功修練若久，有誤入魔道之危。

### 大江東去帖
初版中朱長齡傳授朱九真的判官筆法，乃是脫胎於書法的武功招式。

### 鹰爪功
丐幫執法長老在屠獅大會上用來跟宋青書交手的武功。

### 陰山掌大九式
丐幫季長老馳名江湖的武功，曾用來跟謝遜交手。

### 回風拂柳拳
丐幫鄭長老的武學，曾用來跟謝遜交手。

### 八卦拳
丐幫鄭長老故意混淆自身武功所用的招式。

### 殺狗陣
丐幫陣法之一，由二十一名丐幫好手各執彎刀，將敵人圍在垓心。這二十一人或口唱蓮花落，或呻吟呼痛，或伸拳猛擊胸口，其古怪的呼叫舉動，旨在擾亂敵人心神。只見群丐腳步錯雜，然進退趨避，卻是嚴謹有法。

### 假三才阵
青海派玉真觀青海三劍為對付謝遜所創的劍陣，出手前會吟出：「三才剑阵天地人，电逐星驰出玉真」的口訣，施展時步法忽左忽右、穿来插去，似三才而非三才，實則暗藏正反五行，三人以過人的輕功、劍法，誘騙敵手誤判，若敵人按三才方位破解，立时难逃杀伤。

### 一指禪
河間雙煞中卜泰的絕技，威力比使用打穴橛時還要厲害，逼得渡難落入險境。

### 獅子捕兔
陳友諒向謝遜求情時，曾打算使用這招攻擊殷離，令自己方便逃走。

### 九陰真經
周芷若施奸計奪去倚天劍和屠龍刀後取得《九陰真經》, 為求速成先去練《九陰真經》上陰毒狠辣的「九陰白骨爪」和「白蟒鞭法」。 在少林寺「屠獅英雄會」上, 周芷若使用這兩門陰狠詭異招數擊敗武當派俞蓮舟和殷梨亭而獲得「武功天下第一」的稱號。

## 天龍八部

### 降龍二十八掌（降龍十八掌）
丐幫兩大鎮幫絕技之一，招式脫胎至易經，並對應天上二十八星宿，是喬峰繼承幫主後從師父汪劍通處習得，因為後十招過於繁瑣，經虛竹和蕭峰刪除重整後刪為十八掌，並在蕭峰死後由虛竹代傳給下任幫主，堪稱天下第一掌法。

### 六脈神劍
大理段氏最高深的不傳絕技，數代以來只有段譽有足夠的內力施展，雖以劍為名，實際上是以一陽指為基礎，化指力為無形劍氣的絕學。和少林寺內功心法易筋經齊名。

### 逍遙御風
僅在一版中出現，逍遙派至高無上的絕學，門中武功俱出於此書，只有逍遙派掌門人能翻閱此書。據蘇星河所言，就是無崖子等人也只能看懂此書的兩成，目前逍遙派留存的武學只有此書的六成內容而已，古往今來只有撰寫者兼逍遙派創派祖師逍遙子能通曉全部內容。
（原文） 蘇星河說：「丁春秋不殺我是有原因的。那時我跟他說：『丁春秋，你此刻的武功雖然勝過了師父和師兄，但逍遙派最深奧的功夫，你卻摸不到一個邊兒。《逍遙御風》這部書，你要不要看？』師弟，本派所以叫做『逍遙派』，便是從《逍遙御風》這部書而來。這部書中所記載的武功，當真可用『深不可測』四個字來形容，此書向來由掌門人掌管，每一代的掌門人，也只能領悟到其中一二而已。」

### 凌波微步
逍遙派的輕功步法，是以动功修习内功，脚步踏遍六十四卦一个周天，内息自然而然的也转了下个周天，因此每走一遍，内力便有一分进益。李秋水收於無量山中，讓段譽在偶然間取得練就。

### 北冥神功
逍遙派的上乘內功之一，可吸收他人內力為己用，吸收的內力轉化為剛柔並重、陰陽互濟的北冥真氣，有殘缺分支：星宿派的“化功大法”與《笑傲江湖》中日月神教的“吸星大法”。
完整版北冥神功秘籍共有三十六幅圖，為李秋水收於無量山瑯嬛福地中，讓段譽在偶然間取得練就，另外虛竹于擂鼓山接受無崖子七十年北冥神功傳承。其中因為段譽只練習了第一幅圖，所以只能吸收異種真氣而無法轉化為北冥真氣，最終流傳為“吸星大法”；而虛竹只有北冥真氣，所以無法吸收他人內力。

### 小無相功
逍遙派的上乘內功之一，本來逍遙子僅傳給李秋水一人，但無崖子也獲得李秋水私授，至於鳩摩智如何習得金庸在新修版曾提及，第三版丁春秋亦從李秋水處習得。

### 生死符
逍遙派武學之一，名字來於「求生不得，求死不能」的簡稱，乃是以陰寒內力凝水成冰，更要煉製得薄如紙片，附上陰陽各異的內勁再打中不同穴位後，一旦打中人身後發作起來，奇癢劇痛會以八十一日為循環，逐步增強再逐步減退周而復始，唯有天山六陽掌可以解除，天山童姥曾憑此挾制三十六洞洞主、七十二島島主。
生死符实是武林中第一等的暗器，是利用酒、水等液体，逆运真气，将刚阳之气转为阴柔，使掌心中发出来的真气冷于寒冰数倍，手中液体自然凝结成冰。发射生死符更有学问，在这片薄冰之上，如何附着阳刚内力，又如何附着阴柔内力，如何附以三分阳、七分阴，或者是六分阴、四分阳，虽只阴阳二气，但先后之序既异，多寡之数又复不同，随心所欲，变化万千。唯有天山童姥的镇痛止痒之药，方能保证生死符一年之内可不发作。

### 天山六陽掌
逍遙派的高明掌法，出自天龍八部第三十七章　同一笑　到頭万事俱空</ref>，天山童姥將其傳授給虛竹。天山童姥 和无崖子都精通此掌法，李秋水对此掌法也很了解。天山六阳掌共有九式，书中记载第二式——阳春白雪；第七式——阳关三叠；另有一式——阳歌天钧，但不确定为第几式，其余则没作介绍。六阳掌是一门阴阳二气相结合的掌法，如体内无阴阳二气，则体会不到此掌法的妙处。用以卸除他人體內真氣，擊中逍遙派門人要穴立即散功必死，卻也是唯一能抽除暗器生死符的療法。
天山童姥被虛竹救往西夏皇宮冰庫藏匿期間，為對付李秋水 便打算把天山六陽掌教給虛竹，不料虛竹不肯助其殺人。因此，天山童姥用謀在虛竹身上種落生死符，再假稱教他破解之道，把天山六陽掌的功夫傾囊相授。因此在李秋水追入冰庫要殺天山童姥時，虛竹無意間使出「陽春白雪」、「陽關三疊」以及「陽歌天鈞」三招接下李秋水攻擊。
在天山童姥死後，虛竹繼承靈鷲宮，因可憐三十六洞、七十二島眾人 身受生死符苦楚，遂使用天山六陽掌幫他們拔除生死符，贏得眾人真心相隨，後來也憑藉天山六陽掌力鬥丁春秋，以生死符逼他就範受擒。

### 天山折梅手
逍遙派上乘武學，共是三路掌法，三路擒拿法，可變化成各種兵器招式，天下武功招式無不包含其中。修練的內功口訣只有十二句八十四個字，但非常拗口，接連七個平聲字後，跟著七個仄聲字，口訣字句與聲韻呼吸之理全然相反，是一種調勻真氣的法門，但若身懷小無相功便可事半功倍，天山童姥將之傳授虛竹以對抗李秋水。

### 天長地久不老長春功
第一版原稱「天上地下唯我獨尊功」，第二版原稱「八荒六合唯我獨尊功」，漫畫版是「纯阳至尊功」的逆練版本，是天山童姥所習的內功，主要修煉手少陽三焦經，威力極為霸道強勁，習練者每三十年返老還童一次，每次返老還童時，內功必須重新再練，練功時盤膝坐下，右手食指指天，左手食指指地，鼻孔中噴出兩條淡淡白氣，直至白氣漸濃、遮沒面目。練功前要飲用生血搭配，在第三版中丁春秋練有此功的殘缺版「不老長春功」。

### 白虹掌力
逍遙派武學，是李秋水的武功，發出掌力曲直如意，可變化方向，相當厲害。

### 傳音搜魂大法
逍遙派武學，李秋水曾用來搜索天山童姥跟虛竹的行蹤。

### 斗轉星移
姑蘇慕容一家世傳絕技，由慕容家前代高手慕容龍城所創，乃是一門借力打力之技，令對手自作自受，死於自身武學，創下慕容氏「以彼之道，還施彼身」的名聲。

### 慕容氏家傳劍法
招招連綿不絕，猶似行雲流水一般，瞬息之間，使敵人全身便如罩在一道光幕之中。

### 柳絮劍法
慕容復在曼陀山莊要刺殺段譽所使用的劍法，招式緩緩刺出，因為劍招拖緩，隱去了兵刃上的刺風之聲。

### 參合指
姑蘇慕容氏的絕技之一，慕容博曾用來點倒段正淳和巴天石。

### 袖中指
慕容博用來點倒金算盤崔百泉和他的師侄過彥之的武功。

### 降魔刀法
少林寺武學，是慕容復化名西夏武士李延宗時，和段譽在穀倉交手時所用的武功之一。

### 柴刀十八路
廣西黎山洞黎老漢所創的刀法，是慕容復化名西夏武士李延宗時，和段譽在穀倉交手時所用的武功之一。

### 回風拂柳刀
江南史家武學，是慕容復化名西夏武士李延宗時，和段譽在穀倉交手時所用的武功之一。

### 慈悲刀
寧波天童寺心觀老和尚所創，只制敵而不殺人，是慕容復化名西夏武士李延宗時，和段譽在穀倉交手時所用的武功之一。

### 後山三絕招
金刀楊老令公上陣擒敵的招數，本是長柄大砍刀的招數，慕容復化名西夏武士李延宗時，和段譽在穀倉交手時，改用單刀使出。

### 彈腿
西夏回人的武學，是慕容復化名西夏武士李延宗時，和段譽在穀倉交手時所用的武功之一。

### 羽衣刀
太乙派武學，是慕容復化名西夏武士李延宗時，和段譽在穀倉交手時所用的武功之一。

### 郝家刀法
山西郝家武學，是慕容復化名西夏武士李延宗時，和段譽在穀倉交手時所用的武功之一。

### 八卦刀法
慕容復和段譽在少林寺大戰時，慕容復所使出的刀法。

### 六合刀
慕容復和段譽在少林寺大戰時，慕容復所使出的刀法。

### 漁叟鉤法
北海拓跋氏由深海鉤魚的鉤法中變化出的一路招式，慕容復和段譽在少林寺大戰時，慕容復意圖和段譽同歸於盡的武功。

### 金刚指
崆峒派的絕技，阿朱冒充白世鏡跟康敏所談及的高明指法。

### 夺魄指
河北沧州郑家的絕技，阿朱冒充白世鏡跟康敏所談及的高明指法。

### 火焰刀
鳩摩智的絕學，乃寧瑪派上師所傳。凝內力於掌緣，揮手斬出以勁傷人。與六脈神劍有異曲同工之妙，但威力遜色許多。

### 摄魄大法
鳩摩智絕技，在燕子塢中想用來迷惑阿碧阿朱的功夫，出聲時柔和可親，令人不由自主的便要遵從他的吩咐。

### 控鹤功
鳩摩智的絕技之一，具備隔空移物之能，和擒龍功有異曲同工之妙，但較擒龍功容易修練。

### 枯榮禪功
大理段氏天龍寺的武學，又稱枯禪，枯榮長老在雙樹院苦修數十年，尚未達到最高境界，已練至臉龐半邊滑嫩半邊枯瘦。典出釋迦牟尼在拘尸那城娑羅雙樹間入滅，東西南北，各有雙樹，非枯非荣，非假非空的典故。

### 金剛指
少林旁支福建蒲田達摩下院的正宗絕技，是黃眉僧最擅長的武功。

### 鎖喉擒拿手
又名鎖喉功，是丐幫副幫主馬大元的家傳絕技，除了馬家子弟之外，無人會使。

### 纏絲擒拿手
丐幫長老白世鏡的功夫，為延請薛慕華診治阿朱，傳授七招給他。

### 化功大法
星宿老怪丁春秋橫行武林的絕技，脫胎於北冥神功，需藉由神木王鼎吸納毒質才能練就，在第一、二版中可以消融敵手內勁，但沒法引為己用，在第三版中被削弱成只是靠毒物暫時封住敵人手腕經脈而沒法使用內功。

### 碧磷針
星宿派的暗器、毒物之一。

### 無形粉
星宿派的暗器、毒物之一。

### 三笑逍遙散
星宿派的暗器、毒物之一。
因使人中毒、面部抽搐，三次怪笑之後即斃命而得名。
蘇星河、玄難，乃命喪於此毒。

### 极樂刺
星宿派的暗器、毒物之一。

### 穿心釘
星宿派的暗器、毒物之一。

### 鑠心彈
星宿派首徒摘星子用以懲戒師弟的含毒火燄彈。

### 三陰蜈蚣爪
星宿老怪丁春秋所創之毒功，曾傳給徒弟出塵子。

### 抽髓掌
星宿老怪丁春秋所創之毒功，曾傳給徒弟出塵子。

### 鎖喉槍
介紹斗轉星移時提及的武功。

### 斷臂刀
介紹斗轉星移時提及的武功。

### 封喉劍
介紹斗轉星移時提及的武功。

### 斷門刀
介紹斗轉星移時提及的武功。

### 百勝軟鞭
伏牛派鞭法，最強的一招「天靈千裂」是僅有掌門練就不傳之招，為第二十七招的第四變招。王語嫣認為雖然招法古怪，卻算不得是上乘武學，只不過力道十分剛猛。

### 五虎斷門刀
雲州秦家寨的鎮寨絕學，乃是前代寨主秦公望所創，一共六十四招，但流傳下來僅有五十九招，欠缺最精要得白虎跳澗、一嘯風生、剪扑自如、雄霸群山跟伏象勝獅五招。

### 青字九打
四川青城派的鎮山絕技之一，以獨門兵刃雷公轟搭配不同暗器使出，鋼錐中空，內部裝有強力的机簧，而錐尖彎曲，更使人決計想不到可由此中發射暗器，帶錐中空管卻是筆直的，擊錘發出暗器時去勢之快，勁道之強，武林中罕有。
青字第四打的功夫，名叫做青蜂釘，諸保昆曾用蓬萊派的天王補心針冒充使出。此外，王語嫣認為鐵蓮子和鐵菩提用法不同，青字九打應改稱十打較恰當。

### 城字十八破
四川青城派的鎮山絕技之一，以獨門兵刃雷公轟施展，王語嫣認為破甲、破盾、破牌三式可以合併為一。

### 雷公著地轟
青城派以獨門兵器雷公轟以地堂功夫施展的招式，出招時在地下滾動跳躍，使敵人無所措手。

### 地母雷網
四川青城派內，兩人以「雷公著地轟」一招組成的合擊陣式。

### 天王補心針
山東蓬萊派的暗器絕技。

### 鐵拐陣
山東蓬萊派的合擊陣式。

### 擒龍功
具有隔空移物及傷敵之能的武功。在杏子林中，蕭峰曾用擒龍功，隔空以一股氣流激動地上的單刀躍入他手中，使風波惡大為震驚。

### 地堂拳
中原武林平凡無奇的武功，有小巧騰挪的功夫，蕭峰曾用來闖入遼兵軍陣襲擊皇太叔。

### 地堂刀
和地堂拳、地堂劍都是在地下翻滾騰挪，伺機攻敵下盤，是中原武林中平平無奇的功夫。

### 地堂劍
和地堂拳、地堂刀都是在地下翻滾騰挪，伺機攻敵下盤，是中原武林中平平無奇的功夫。

### 羅漢大陣
少林寺陣法，由五百名僧眾攜手結陣，共持不同兵刃，或刀或劍，或杖或鏟，人人奔跑如飛，東一簇、西一隊將敵人圍在中心，看似雜亂無章，其實暗含極厲害的陣法。

### 羅漢拳
少林寺入門武功之一，是拜師後所學的第一門武功。。
這門武功也是少數非虛構的武學，在現實生活裡確實有這門武功。

### 韋陀掌
少林寺入門武功之一，是拜師後所學的第二門武功。

### 太祖長拳
相傳由宋太祖趙匡胤所創，簡單實用的近身肉搏拳法，於北宋軍中極為流行。玄難和蕭峰曾在聚賢莊之戰都用這門武功交手。

### 太祖棍
相傳由宋太祖趙匡胤所創，易學實用的棍法，於北宋軍中極為流行。現實中確實有這套武功。

### 達摩掌
少林武技之一。

### 雪山掌
少林武技之一。

### 伏虎掌
少林武技之一。

### 如來千手法
少林武技之一。

### 獅子吼
初版中玄鳴所擅長的武功。

### 破碑手
初版中玄石所擅長的武功。

### 龍爪功
玄慚擒抓梅蘭竹菊四劍所使的功夫。

### 虎爪手
玄愧擒抓梅蘭竹菊四劍所使的功夫，少林高僧要捉拿蕭峰時也曾用過。

### 鷹爪功
玄念擒抓梅蘭竹菊四劍所使的功夫。少林高僧要捉拿蕭峰時也曾用過。

### 魔爪功
玄念使出的功夫。

### 少林擒拿十八打
玄淨擒抓梅蘭竹菊四劍所使的功夫。

### 金剛指
少林高僧在少林寺要捉拿蕭峰時曾用過的武功。

### 握石掌
少林高僧在少林寺要捉拿蕭峰時曾用過的武功。

### 大金剛掌
少林七十二絕技之一，派中往往要隔上百年，才有一個奇才能練成，僅有天龍八部書中只有玄慈練就，曾打傷過阿朱。

### 金剛劈空拳
玄慈在少林寺追擊蕭峰時所用的武功。

### 大韋陀杵
少林七十二絕技的第四十八門，中者後對方肋骨根斷折。少林高僧玄悲即擅長此招，雖一共只一十九招杵法,但招招極為威猛，也可以拳力施展，慕容博曾以拳擊樹，炫耀此技。在第二版中原名為「韋陀杵」。

### 托缽掌
少林武學之一，在第三版中鳩摩智跟虛竹交手時施展的武功。

### 一拍兩散
少林七十二絕技之一，玄寂和蕭峰交手時曾經使出過，掌力極為雄浑，临敌时用不着使第二招，敌人便已毙命，而这一掌以如此排山倒海般的内力为根基，要想变招换式，亦非人力之所能。所谓“两散”，意指拍在石上，石屑四散、拍在人身，魂飞魄散，这路掌法也僅有一招。

### 排雲雙掌
在二版中為蕭峰的得意功夫。

### 袖裡乾坤
少林七十二絕技之一，拳勁隱藏在衣袖底發出，玄難曾在聚賢莊之戰對付蕭峰。

### 天竺佛指
少林七十二絕技之一，玄寂曾以這門指力救援被蕭峰攻擊的玄難。

### 拈花指
少林七十二絕技之一，鳩摩智曾在天龍寺展現過，出指輕柔輕彈，微笑間克敵致勝，典出佛經中迦葉尊者拈花微笑的典故，是慕容博入藏經閣偷學的第一門武功。

### 多羅葉指
少林七十二絕技之一，鳩摩智曾在天龍寺展現過，指力可碎裂搭扣等金属片，十分霸道。

### 無相劫指
少林七十二絕技之一，是蕭遠山入藏經閣偷學的第一門武功，鳩摩智曾在天龍寺展現過，指力從衣袖中暗暗發出，全無形跡，鳩摩智曾言可「以本相破無相」破解無相劫指。（但佛家素有本相非相之說法，且至高境界為無色無相。故本相破無相之法似乎不可行。）

### 伏魔杖法
少林七十二絕技之一，是蕭遠山入藏經閣偷學的第三門武功。

### 袈裟伏魔功
少林七十二絕技之一，玄慈精擅的武學，但自認不及鳩摩智。

### 般若掌
少林七十二絕技之一，乃是少林寺最精深的掌法，以「空、無、非空、非無」為要旨，是少林寺第八代方丈元元大師所創，也是蕭遠山入藏經閣偷學的第二門武功。最后一招「一空到底」可将对方的攻击化于无形。招数：峡谷天风、慑伏外道、天衣无缝、一空到底。

### 摩訶指
少林七十二絕技之一，是一名掛單於少林寺四十年的七指頭陀所創，第三版設定說因是外來頭陀所留下的武功，和少林本門武功頗有不同，純走剛猛路子，練少林佛門柔功者決不可練，否則內息極易走岔。招式：以逸待劳、三入地狱。

### 降魔掌
少林七十二絕技之一，少林寺第八代方丈元元大師所創，出掌輕柔，若有若無，和摩訶指無法同練，蕭峰曾在少林寺中獲得傳授。

### 善勇猛拳
少林七十二絕技之一，第三版中蕭遠山藏經閣偷得的武功。

### 九天九地方便鏟法
少林七十二絕技之一，第三版中蕭遠山和慕容博在藏經閣外較量時，蕭遠山曾將之化入掌法中使出。

### 大金剛拳
少林七十二絕技之一，少林寺第十一代通字輩的六位高僧，窮三十六年之功，共同鑽研而成，勁力偏剛猛一路。招式：洛钟东应、七星聚会。

### 燃木刀法
少林七十二絕技之一，刀法練成需在乾木旁快劈八十一刀，藉刀上發出的熱力將木材點燃生火，當年蕭峰的師父玄苦大師即擅此技。

### 如影隨形腿
少林七十二絕技之一，一腿既出，第二腿如影隨形，緊跟攻擊，鳩摩智曾用來對付虛竹。

### 大智無定指
少林七十二絕技之一，鳩摩智曾用來對付虛竹。

### 去煩惱指
少林七十二絕技之一，鳩摩智曾用來對付虛竹。

### 寂滅抓
少林七十二絕技之一，鳩摩智曾用來對付虛竹。

### 因陀羅抓
少林七十二絕技之一，鳩摩智曾用來對付虛竹。

### 伏虎拳
五台山清涼寺的絕技之一。

### 伏魔劍
五台山清涼寺的絕技之一，共有五十一招。

### 心意氣混元功
五台山清涼寺的絕技之一。

### 普門杖法
五台山清涼寺的絕技之一。

### 神足經
全名為摩伽陀國欲三摩地斷行成就神足經，第三版中游坦之在因緣際會下撿到蕭峰掉的武學秘笈而輾轉習得，原先第一、二版都描述他習得易筋經，第三版則改為習得經上所隱藏的神足經，此乃是天竺國古代高人所創的的瑜伽秘術，以連串外國僧人的圖畫顯示修練內功的訣竅，威力極強，殊不下於中土各大門派之內家神功。

### 冰蠶毒掌
游坦之吸取雪山千年冰蠶的毒性後練成的神功，能在一瞬間運轉體內的涷氣通過手掌發出來，可以直接隔著空氣傷人，中者轉眼間冰封一具雪人，大為難當。

### 腐屍毒
星宿派的陰毒武功，抓住一個活人向敵人擲出，其實一抓之沉，先已將該人抓死，手抓中所喂的劇毒滲入血液，使那人滿身都是屍毒，敵人倘若出掌將那人掠開，勢非沾到屍毒不可。就算以兵刃撥開，屍毒亦會沿兵刃沾上手掌。甚至閃身躲避，或是以劈空掌之類武功擊打，亦難免受到毒氣的侵襲。
這門功夫的要旨，全在成帶有劇毒的深厚內力，能將人一抓而斃，屍身上隨即沾毒，功夫本來卻並無別般巧妙。這道理星宿派門人個個都懂，就是練不到如此內力而已。

### 連珠腐屍毒
星宿派的陰毒武功，比腐屍毒更上一層樓，以連珠手法將人抓死後擲出。

### 通臂拳
丐幫長老陳孤雁跟風波惡交手時所使出的拳法套路。

### 大別山回打軟鞭十三式
湖北阮家家傳功夫之一，丐幫長老陳孤雁改以布袋使出。

### 湖北阮家八十一路三節棍
湖北阮家家傳功夫之一，丐幫長老陳孤雁改以布袋使出。

### 奇門三才刀
丐幫長老吳長風所擅長的刀法，曾與雲中鶴交戰時使出，受王語嫣暗助而略勝一籌，差點能砍斷雲中鶴左手。

### 五台山二十四路伏魔杖
丐幫長老奚山河所用的杖法，曾與雲中鶴交戰時使出，因他身材太矮，那『秦王鞭石』、『大鵬展翅』兩招威猛有餘，沉穩不足，下盤頗有弱點。

### 打狗陣
丐幫長老要圍攻風波惡跟包不同的陣勢，長老用乞討的討飯調來施發進攻的號令。

### 打狗大陣
丐幫陣法，曾用來阻擋遼軍，展開時群丐口唱蓮花落，排成一列列人牆。

### 蛇鶴八打
四大惡人中雲中鶴的武功，可克制四象六合刀，但被吳長風的奇門三才刀所克制。

### 鱷嘴剪
四大惡人中岳老三新練成的兵器功夫。

### 鱷尾鞭
四大惡人中岳老三新練成的兵器功夫。

### 腹語術
四大惡人之首段延慶流落江湖時所練成的邪功，和上乘内功相结合，能迷人心魄，亂人神智，這門武功純以心力制敵，若對手內力勝過一籌，反害己身。段延慶曾傳授給徒兒追魂杖譚青，譚青以此術在聚賢莊對付蕭峰時被他破解反噬而亡。。

### 歸去來兮
初版中段延慶凌空抓回木婉清的武功，曾被木婉清誤認為擒龍縱鶴功，段延慶聲稱兩門武功的效用一般，練法卻是不同

### 五斗米神功
海南島五指山赤焰洞端木元的武功，曾控制一口濃痰轉彎打中包不同，因此被王語嫣瞧出來歷，這門武功十分陰毒，所以對外只稱是由地火功演變的新招。

### 地堂刀
慕容復在萬仙大會遇襲時敵人所使的刀法

### 採燕功
南海椰花島黎夫人的絕技，是椰花島一派由採集燕窩的動作變化出以長竹杆為兵刃的武功，長杆取物，百發百中。

### 憑虛臨風
蛟王不平道人在烏老大面前展現的輕功身法。

### 四十二路蜀道難牌法
西夏一品堂高手九翼道人的武學。

### 周公劍
福建一字慧劍門的絕招，在被天山童姥滅門後，只剩劍神卓不凡會使。

### 五羅輕煙掌
段正淳的武功，曾授予情人秦紅綿，出掌如行雲流水，瀟灑之極。

### 混沌劍陣
崑崙派的劍陣。

### 羅漢劍陣
少林派的劍陣。

### 段家劍
大理段氏的家傳劍法，起手招式為「其得斷金」，出招時腳步沉著，劍走輕靈，每一招攻守皆不失法度，劍招還有「金馬騰空」、「碧雞報曉」等招式，在段延慶在小鏡湖欲殺段正淳時，雙方使的都是這門劍法。

### 盤根錯節十八斧
大理國侍衛古篤誠的武功，專攻敵人下盤。

### 清涼扇法
崑崙旁支三因觀的武學，用判官筆使出更加厲害，是大理國侍衛朱丹臣的武功。

## 笑傲江湖

### 獨孤九劍
獨孤九劍是令狐冲於思過崖遭遇到強敵田伯光，風清揚在後不願動手，於是又一夜時間傳授令狐冲，獨孤九劍分做九大部分：總訣式、破劍式、破刀式、破槍式、破鞭式、破索式、破掌式、破箭式、破氣式，分別是依據不同兵器而生的對招方式，而就其本質來說，則可理解為「如何破解八種不同技擊」。其中最需要注意的，是使用掌法或其它拳腳功夫的對手，原因是這一類的對手不用兵刃，自然在拳腳與內力上有高超之處，而且武學修為也已到一境界，有無兵器已相差不多。此劍法傳自劍魔獨孤求敗。《神雕俠侶》中曾提到，劍魔晚年埋劍荒谷，與雕為伍，並無劍經劍譜傳下，獨孤九劍如何流傳至風清揚，作者並無交代。而獨孤九劍又與楊過所習得的玄鐵重劍法於本質上截然相反，一重內力而招式簡樸，另一則重招式而對內力無甚要求，兩者皆從劍魔獨孤求敗而來，則劍魔其人劍法修為之高，已達登峰造極之境。

### 飞沙走石十三式
田伯光的快刀招式。

### 倒踩三疊雲
田伯光施展的輕功。

### 易筋經
《易筋經》為少林派當中的最上乘內功。易筋經初為達摩所著。達摩涅盤後，遺下易筋經。二祖慧可帶着仍不理解的易筋經群訪高僧，當中的佛理與梵僧般剌密諦共同研讀四十九日終明白，但武學仍無法透徹。後，隋末唐初於長安道上，遭遇一個武功高強的青年暢談三天三夜，終於明白箇中道理。後來那青年成為唐朝開國將領衞國公李靖，而易筋經也自此發揚光大。令狐沖曾先後因拒投其他門派而拒絕方證大師的傳授、黃鐘公及沖虛道長轉介學習易筋經。最終方證大師稱桃谷六仙受到風清揚之命將「華山內功心法」授予令狐沖，再由方證大師傳授給令狐沖，所謂的華山內功心法其實是易筋經。令狐沖的內傷因亦而得到治療。
這個武功也是少數非虛構的武學，在現實生活裡面確實有這套武功。

### 千手如來掌
少林七十二絕技之一，方證大師曾用來跟任我行交手，這門掌法變幻莫測，每一掌擊出，甫到中途，已另變換數個方位，一掌變兩掌，兩掌變四掌，四掌變八掌，掌法雖繁，功力不散，威力極強。

### 金剛禪獅子吼
丹田內氣外發，發聲吐氣之功法，發功呼嘯，也猶如迅雷疾瀉傳出數里之外，令敵肝膽劇烈，心驚膽顫，毛骨悚然，心肺撕裂，往往一聲長嘯即使對手不戰而敗。

### 寒冰真氣
寒冰真氣是左冷禪在和任我行第一次比試後，用了十多年時間修練而成的內功，是至陰至寒的內力。左冷禪與任我行第二次比試時，任我行想用吸星大法吸取左冷禪的內力，但左冷禪反利用寒冰真氣讓任我行吸取，使任我行全身凍僵，封住任我行的穴道。，在第一版中本名為「寒玉真氣」。

### 嵩山劍法
嵩山派的劍法，分成內八路，外九路，在左冷禪去蕪存菁，一一修改後，一十七路劍招更加狠辣且氣勢堂皇，包含萬岳朝宗、千古人龍、疊翠浮青、玉井天池等招式。

### 大嵩陽神掌
大嵩陽神掌為嵩山派的掌法。左冷禪在和任我行第一次比試時，亦曾使用大嵩陽神掌。左冷禪在觀看任我行與方證大師對掌時感到大嵩陽神掌與任我行似拙實巧的掌法相比顯得招數太繁，變化太多，不如任我行掌法的攻其一點。。

### 大阴阳手
由左冷禅的五师弟，嵩山十三太保之一樂厚使用。双掌掌力不同，一阴一阳，双掌凌空推出，阳掌先出，阴力却先行著体，一股寒气袭上对手来，然後一股炙热的掌风跟著扑到，阴阳双掌掌力同时著体，威力强大。

### 寒冰神掌
嵩山派的掌法，是左冷禪結合大嵩陽掌及寒冰真氣施展的掌法。

### 吸星大法
任我行縱橫江湖的絕技，可吸收他人真氣，化成自己的內力，疑似是結合逍遙派北冥神功與化功大法兩路功夫而成，但內功之中存有重大缺陷，就是吸取來的他人功力超過自身負荷後會產生反噬作用。

### 吸功入地小法
向問天模仿吸星大法創出的武功，可以將敵手攻來的內力自手臂传至腰胁，再導引至腿脚進入地底消散，曾幫助令狐冲應付峨嵋派道士的攻擊，因此被圍攻的一群敵手誤認為任我行的吸星大法，向問天也自認只是唬人的伎倆，素來鮮少使用。

### 地堂刀法
日月神教中人襲擊向問天時所用的刀法，以盾護體，滾至向問天身邊，以刀砍他下盤，盾牌下的鋼刀陡伸陡縮，招數狠辣。

### 紫霞神功
紫霞神功為華山派當中的最上乘內功，素有「華山九功，紫霞第一」的美譽。，初發時若有若無，綿如雲霞，然而蓄勁極韌，到後來更舖天蓋地，勢不可當，由於練就此功的人運行紫霞功時，臉上會布滿紫氣，故得「紫霞」之稱。一版之中此功更有「王者功」之稱，在武林中享譽盛名，乃至高無上的絕學。
紫霞神功載於紫霞秘笈上，被岳不羣收在一方鐵盒裡，在書中可知練過紫霞神功的人只有岳不群和他的師傅，據寧中則所言當年玉女峰上華山派劍宗、氣宗大比劍時，岳不羣的師傅就仗著紫霞功以拙胜巧，打敗十多位劍宗高手。而岳不羣也利用過紫霞神功擊退木高峰救回林平之，還有提高聽力、助令狐冲調和體內諸般真氣等效用，甚至在和左冷禪鬥劍時運使紫霞神功抵禦左冷禪的寒冰神掌內勁侵體。
岳不羣曾想將紫霞神功傳給首徒令狐冲，但因為令狐冲學得思過崖石洞裡破解華山劍法招式的法門，被岳不群認為誤入歧途而暫緩教授。後來令狐冲被桃谷六仙強灌真氣後，岳靈珊跟陸大有盜出秘笈要讓令狐冲練功療傷，結果令狐冲堅不肯聽將陸大有點倒後離開，不料卻讓嵩山派遣來華山臥底的勞德諾伺機殺死陸大有奪去秘笈。
在早期版本中，紫霞神功与《葵花宝典》有着密切的关系，有道是“紫霞秘笈，入门初基。葵花宝典，登峰造极”，但在二版之後被刪去。

### 華山劍法
華山派劍法，包含白雲出岫、有鳳來儀、天紳倒懸、白虹貫日、蒼松迎客、金雁橫空、無邊落木、青山隱隱、古柏森森、鐘鼓齊鳴、截劍式、詩劍會友等招數。

### 太岳三青峰
出自華山派岳不羣的凌厲劍法，是第二劍比第一劍的勁道狠，第三劍又胜過了第二劍，招式偏向進攻敵手上盤。

### 玉女劍十九式
華山派劍法，雖僅十九式，但每式變化都頗為繁複，劍法要旨在於變幻奇妙，因為女弟子膂力較弱，遇上勁敵之時，可憑此劍法以巧勝拙。

### 無雙無對，寧氏一劍
華山派劍法，乃寧中則自創的招數，包含了華山派的內功、劍法的絕詣。與華山派失傳的劍招頗為雷同，但思過崖石洞裡紀錄的失傳劍招則是更加渾厚有力。

### 養吾劍
華山派劍法之一。

### 希夷劍
華山派劍法之一。

### 淑女劍
華山派劍法之一，是寧中則的拿手劍法。

### 豹尾腳
華山派的腿招。

### 狂風快劍
狂風快劍為華山派劍宗封不平在中條山隱居十五年所創的劍法，共有一百零八式。狂風快劍威力奇大，使出劍招時劍鋒所發出的勁氣可使旁人覺得寒氣逼人。但還是敗給了令狐沖。

### 奪命連環三仙劍
奪命連環三仙劍為華山派劍宗的絕技之一，劍招三式連環擊出。起始當頭直劈；若對方斜身閃開，則圈轉長劍，攔腰橫削；如果對方還能避開，勢必縱身上躍避開劍鋒，則長劍反撩，疾刺對方後心，對方背後不生眼睛，勢難躲避。當年華山派劍宗和氣宗之爭，數名氣宗好手亦死於這三招劍法之下。氣宗奪得華山派掌門一職後，氣宗好手參詳這三招劍法時，指這三招劍法入了魔道，但求劍法精妙，卻忘了本派「以氣馭劍」的至理。岳不羣與令狐冲在少林寺比試時亦曾用這三招劍法。

### 冲靈劍法
這是令狐冲和岳靈珊兒時鬧著玩而自創的劍法，雖然表面上好看，但其實並沒有多大的殺傷力。

### 泰山劍法
泰山派劍法，包含朗月無云、峻岭橫空、來鶴清泉、快活三、石關回馬等招數。

### 泰山十八盤
昔年泰山派名宿所創的劍法，他眼觀泰山三門下十八盤處五步一轉、十步一回的地勢極為險峻，將地勢融入劍法中，越盤越高，越行越險，這路劍招也是越轉越加狠辣，泰山「十八盤」，有「緩十八、緊十八」之分，十八處盤旋較緩，另外十八處盤旋甚緊，一步高一步，所謂「後人見前人履底，前人見後人發頂」。泰山派這路劍法，純從泰山這條陡道的地勢中化出，也是忽緩忽緊，迴旋曲折。。

### 五大夫劍
泰山派劍法，玉磬子、玉音子的師伯祖從五大夫松悟出的一套劍法，招數古樸，內藏奇變。

### 岱宗如何
泰山派劍法中最高深的絕藝，要旨在於左手的算數，精密分析各種要素後，挺劍擊出，無不中的。泰山派中已無人練就。

### 衡山五神劍
衡山五神劍為衡山派最強的劍法，共有五招，包含泉鳴芙蓉、鶴翔紫蓋、石廩書聲、天柱雲氣、雁迴祝融五招。
衡山七十二峰，以芙蓉、紫蓋、石廩、天柱、祝融五峰最高。衡山派劍法之中，也有五路劍法，分別以這五座高峰為名。所謂衡山五神劍乃是一招包一路，在一招之中，包含了一路劍法中數十招的精要，數十招中的精奧之處，融會簡化而入一招，一招之中有攻有守，威力之強，為衡山劍法之冠，是以這五招劍法，合稱衡山五神劍。
「天柱雲氣」這一招主要是從雲霧中變化出來，極盡詭奇之能事，動向無定，不可捉摸。衡山五高峰中，以祝融峰最高，因此「雁回祝融」一招，在衡山五神劍中也是最為精深。
當初莫大先生的師祖和師叔祖，在華山絕頂和日月神教十長老交戰斃命。莫大先生的師父年紀較輕，雖練就芙蓉、紫蓋、石廩、天柱、祝融五路劍法，但衡山五神劍，卻只知了大概。所以莫大先生也未得師父傳授指點，在嵩山比劍時一度被重現五神劍的岳靈珊驚嚇到。

### 迴風落雁劍
迴風落雁劍為衡山派劍招之一，共有三十六路，其中第十七招為「一劍落九雁」。

### 百變千幻衡山雲霧十三式
百變千幻衡山雲霧十三式為衡山派三大絕技之一，是由衡山派一位昔日賣藝為生的高手所創，那高手把變戲法的本領滲入了武功。百變千幻衡山雲霧十三式變化古怪，五花八門，層出不窮。劉正風和莫大先生先後利用這招擊倒費彬。

### 恆山劍法
恒山派的劍法，是一種破綻極少的劍法，守御之嚴僅遜武當派太極劍法，偶爾忽出攻招，另有奧妙。令狐冲擔任恒山派掌門後，把刻在思過崖山洞石壁的失傳恒山劍法，加上自創的新意把劍招串連在一起，再傳給恒山派弟子。

### 萬花劍法
出自笑傲江湖（新修版），恒山派的劍法，定靜師太曾用來對付敵人，將十多枚暗器盡數擊落。

### 七星劍法
第一版中恆山派的劍法。

### 天長掌法
為恆山派掌法之一, 定靜師太在福建仙霞岭上用來對付假扮日月神教教徒的嵩山派門人。

### 恆山劍陣
恆山派的七人劍陣每柄長劍劍尖指住對方一處要害，頭、喉、胸、腹、腰、背、脅。劍陣凝式不動，七柄劍既攻敵，復自守，七劍連環，絕無破綻可尋

### 松風劍法
青城派聞名武林的一門劍法，剛勁輕靈兼而有之，被稱譽為如松之勁、如風之輕。

### 摧心掌
摧心掌是青城派中的一門十分殘酷和厲害的掌法。青城派掌門余滄海為了為自己的兒子報仇，使用這掌法殺了福威鏢局大量鏢師。中掌的人死後會沒有傷痕，全身冰冷，不會流血，心脏卻會被震得碎裂。

### 無影幻腿
青城派的腿法招式。

### 鶴唳九霄神功
初版中青城派威力奇大的武功，数百年来没听人练成过，还道早已失传，余滄海暗中痛下苦功修煉，但還差了三分火候方屆功德圓滿之境。

### 一字電劍
丁堅所用的劍法，劍招隱含懾人威勢，使敵手未戰先怯，但和令狐沖交手時，卻被他用獨孤九劍輕易打敗。

### 潑墨披麻劍法
江南四友丹青生的劍法絕技，最登峰造極的一招，是將數十招劍法合而為一，每一招均有變化，繁複無比。

### 石鼓打穴筆法
江南四友禿筆翁修練多年的判官筆法，但他因喜好書法，把興趣化入武功，威力降低不少。

### 裴将军诗笔法
禿筆翁從颜真卿所书诗帖中变化出来的招式，一共二十三字，每字三招至十六招不等。

### 八蒙山铭
禿筆翁從蜀汉大将张飞所书的“八蒙山铭”中变化出来的招式，笔法凝重，但锋芒角出，剑拔弩张，大有波磔意态。

### 怀素自敘帖
禿筆翁從怀素自敘帖中变化出来的招式，融合禿筆翁自創的狂草，筆路草中加草，招式縱橫飄忽，流轉無方。

### 寒冰掌
純陰功夫，據向問天所言，具有凝水成冰的功效。

### 陰風爪
純陰功夫，據向問天所言，具有凝水成冰的功效。

### 玄天指
江南四友黑白子凝水成冰的指力，两根手指上注以内劲，实不下于另有一件厉害的兵刃。

### 黑風指
失傳多年的武林絕技，有凝水成冰之效，和玄天指形似而神非，威力較為霸道。

### 棋子暗器
黑白子的成名絕技，三百六十一枚黑白棋子射將出去，無人能擋。

### 七弦無形劍
江南四友黃鍾公苦練多年的絕技，招名有劍卻非劍，他在琴音中灌注上乘內力，不僅可亂敵人心神，損人內力對方內力和琴音共鳴，不知不覺間為琴音所制，最高境界「六丁開山」，六下琴音連續狠打猛擊，威力無疇。

### 虎爪擒拿手
黃鍾公替令狐沖把脈時為防有變而暗中預備的擒拿手法。

### 龍爪功
黃鍾公替令狐沖把脈時為防有變而暗中預備的擒拿手法。

### 小十八拿
黃鍾公替令狐沖把脈時為防有變而暗中預備的擒拿手法。

### 藍砂手
日月神教長老鮑大楚偷襲黃鐘公、禿筆翁和丹青生的毒掌功夫。

### 金鐘罩
日月神教薛香主所習的橫練功夫，尋常刀劍也砍他不入。

### 鐵布衫
日月神教薛香主所習的橫練功夫，尋常刀劍也砍他不入。

### 辟邪劍法
辟邪劍法與《葵花寶典》的修行方法一樣，練辟邪劍法者必先自宮，否則修練內功時必定走火入魔而亡。共七十二路，威力奇大，劍法的厲害在於一個「快」字，令人看不出破綻。林遠圖在聽聞葵花寶典部分內容後自創的一門劍法，施展開來令人眼花撩亂，頭暈目眩，完全看不出施招者的身法。
源於福建少林寺的和尚渡元奉命前往華山討要葵花寶典殘本，岳、蔡二人直承不諱，兩人並向渡元禪師請教寶典殘本裡面的武學，認為渡元禪師為紅葉禪師高徒，必有蒙紅葉禪師傳授寶典裡面武學，而渡元靠自身領悟力解釋一番，憑著記憶將自己領悟到的記下寫於袈裟之上，自創出七十二路「辟邪劍法」，後來也不回福建少林寺，還俗並自稱為林遠圖，開設鏢局。
方證大師認為當時岳蔡二人所記的，本已不多，經過這麼一轉述，不免又打了折扣，但是他們的手錄本殘缺不全，本上所錄，只怕還不及林遠圖所悟。

### 翻天掌
福威鏢局林家的家傳掌法，共一百單八式，是林遠圖馳名中原的武功之一。在笑傲江湖第一回，林震南之子林平之為了教訓調戲岳靈珊（岳不群之女）的余人彥（余滄海之子），曾在小酒店使過一次。林平之用翻天掌巧妙地打了余人彥幾掌後，因經驗尚淺，被余人彥反擊制住，之後林平之才以小刀襲殺了余人彥。

### 銀羽箭
初版中福威鏢局林家的家傳暗器招式，林远图曾以一十八枝“银羽箭”驰名中原。

### 磁峰千斤力
第一版中木高峰所擅長的武功。

### 百鳥朝鳳
第一版中日月神教的武學，能一招之間，以暗器或毒砂同時殺傷十人八人，招數毒辣，實是難以閃避。

### 急風驟雨掌
在第一版中，任我行跟左冷禪交手時所使的掌法，招式狂砍狠劈，威猛無儔。

### 七煞掌
在第一版中，任我行跟向問天震死少林僧人的掌法。

### 八卦劍陣
在第一版中，武當派的劍陣。由八名練有八卦劍法的武當弟子組成，岳不羣曾評論武當派的「八卦劍法」，與恆山派的「七星劍法」有異曲同工之妙，八人的劍招相輔相成，劍法之中竟是不現分毫空隙。八人的劍法聯成一氣，每人的招數中雖然各有瑕疵，互相衛護之後，便已一一補全。

### 兩儀劍法
武當派絕技，一陰一陽，一剛一柔，但劍分陰陽，未能混一，五十餘年前，武當派有兩位道長，在這路兩儀劍法上花了數十年心血，自覺劍法中有陰有陽，亦剛亦柔，卻仍敗給令狐沖。

### 太極劍法
武當派掌門沖虛道長曾以此劍法與令狐沖的獨孤九劍比試而敗陣。
劍上孕有一股綿勁，以圓為形，出招時無數大圈小圈，正圈斜圈，閃爍不已。光圈一個未消，另一個再生，長劍雖使得極快，卻聽不到絲毫金刃劈風之聲，足見劍勁之柔韌已達於化境。若劍法純採守勢，完全絕無破綻。可是這座劍鋒所組成的堡壘卻能移動，千百個光圈猶如浪潮一般，緩緩湧來。以數十招劍法混成的守勢，同時化為攻勢。令狐沖一度無法抵禦，只得退步相避。最後令狐冲悟出敵人招數中之最強處，竟然便是最弱處，最強處都能擊破，其餘自是迎刃而解，這才破解太極劍法。
這個武功也是少數非虛構的武學，在現實生活裡面確實有這套武功。

### 屁股向後平沙落雁式
這被令狐沖用來嘲笑青城派弟子羅人傑被踢飛時的姿勢。

### 葵花寶典
小說中《葵花寶典》的由來透過令狐沖與少林寺方證大師和武當派沖虛道長於懸空寺密會時，由方證與沖虛訴說。
《葵花寶典》相傳為三百年前一個太監所創，之後流傳到莆田少林寺，由當時方丈紅葉禪師保管。華山派門人岳肅與蔡子峰拜訪莆田少林寺時曾偷閱寶典，匆匆之際二人把全書各分讀一半，紅葉禪師發現後焚毀寶典正本。岳、蔡二人返回華山後比對各自錄寫的部分，居然無法合上，於是互相懷疑以至反目。從此二人文爭武鬥，激起華山劍宗與氣宗之爭。
後日月神教為奪取華山派持有的《葵花寶典》殘本，由「十長老」率眾大舉進攻華山，兩次激戰後十長老戰死，但日月神教於首戰即奪去寶典殘本，並輾轉由東方不敗習得。
《葵花寶典》的第一頁註明「欲練神功，引刀自宮。」意思是修練前必須先自宮，否則修煉時會立即慾火如焚，登時走火入魔，僵癱而死。寶典殘本所錄是以「快」為主，令對手看不出破綻，沒有還擊的機會，抑或是快到就算被對手看出招式中的破綻，對方也來不及反擊，破綻一閃即逝。
小說中記載《葵花寶典》的實戰僅一次，亦即在黑木崖上令狐沖、任我行、向問天合攻東方不敗，三人之力仍不敵東方不敗，且任我行於此戰中失去一眼。在對峙前，東方不敗曾以繡花針攻擊令狐沖，令狐沖以獨孤九劍對應，直擊東方不敗要害的兩敗俱傷打法，逼退東方不敗，但令狐冲仍被刺中左眉。此外，由於東方不敗身法極快並以繡花針作為武器，因此任我行無法以吸星大法吸取其內力。

## 鹿鼎記

### 摩云掌
吳大鵬所使的掌力，死者筋折骨裂。

### 神行百變
在作品碧血劍、鹿鼎記裏有記載，由鐵劍門木桑道人所創，後來又傳給阿九（九難，長平公主），九難再傳給韋小寶。

### 五虎斷門刀
江洋大盜茅十八的成名刀法，招式十分狠辣。

### 鐵布衫
北京武師虎面霸王雷一嘯大大有名的功夫。

### 沐家拳
沐王府成名江湖的拳術，在武林中流傳頗廣，練就者眾。

### 回風劍
沐王府成名江湖的劍法，在武林中流傳頗廣，練就者眾。

### 小擒拿手
武當派的基礎擒拿手法，假太后曾教給康熙。

### 八卦游龍掌
武當派武學之一，只有八八六十四式，但反覆變化自有巧妙，假太后曾教給康熙和韋小寶交手之用。

### 大擒拿手
少林寺的基礎擒拿手法，海大富曾教給韋小寶，共有十八式，每式都各有七八種變化。

### 大慈大悲千葉手
少林寺武學之一，是天下最仁善的武功，招式變化多端，頗為難練，海大富雖教給韋小寶，但他卻練得不甚精通。

### 虎爪手
十八羅漢要擒抓九難時所使的擒拿手法。。

### 龍爪手
十八羅漢要擒抓九難時所使的擒拿手法。

### 擒龍功
十八羅漢要擒抓九難時所使的擒拿手法。

### 化骨綿掌
神龍教的陰狠掌力，中掌者在一年半載後，骨骼慢慢折斷碎裂致人於死，假太后曾用來害死貞妃和康熙生母孝康皇后。

### 陰陽磨
崆峒派的厲害掌功，雙手掌力分為陰陽兩種，倒轉運使起來，可以消磨對手功力，修習此功十分傷身，海大富在和假太后交手時，利用此技化去她大量功力。

### 飛鳳手
崆峒派武功，阿珂曾用來打傷少林弟子。

### 落雁掌
崑崙派武功，阿珂曾用來打傷少林弟子。

### 回風掌
武當派武功，阿珂曾用來打傷少林弟子。

### 太極刀
阿珂想用來對付澄觀的刀法之一。

### 少林長拳
少林寺入門所學第一套武功。

### 羅漢拳
少林寺入門武學，學完少林長拳後，再進階的拳法。

### 伏虎拳
少林寺入門武學，練成羅漢拳後再進一步修練的武功，待練就伏虎拳，內外功已有相當根底，才能修練更高深的少林寺武功。

### 韋陀掌
少林寺武學，在練成伏虎拳後因循漸進修練的掌法，若不學韋陀掌，也可修練大慈大悲千葉手。

### 散花掌
少林寺武學，學完韋陀掌跟大慈大悲千葉手後，更深一層的武技，據澄觀所言，練到散花掌後，別派弟子已少有能敵。

### 波羅蜜手
少林寺武學，練成散花掌才能再更上層樓的武功，但能否跨過此一門檻，端看各人悟性如何。

### 金剛神掌
少林寺武學，寺僧練成波羅蜜手才能再進階修練的掌法。

### 拈花擒拿手
少林寺武學，寺僧練成金剛神掌後，方可修練的擒拿手法。純以渾厚內力為基，出手平淡沖雅，不雜絲毫霸氣。人以「拈花」兩字為這路擒拿之名，自然每一招都是姿式高雅，和尋常擒拿手的扳手攀腿，大異其趣。

### 般若掌
少林七十二絕技之一，需練就這門掌法，才能依據掌力深淺傳授易筋經內功。

### 迦叶手
少林七十二絕技之一，初版中澄光的絕技之一

### 一指禪
少林七十二絕技之一，需先修練易筋經的內力才足以驅使運用，澄觀至五十三歲時才略通這門指法。

### 破衲功
少林七十二絕技之一，少林方丈晦聰曾以衣袖使出接去敵手擲發的暗器。

### 凝血神爪
天地會總舵主陳近南的成名招式，爪勁異常陰毒，中招者三天後全身血液慢慢凝結而死，無藥可治。唯有在泥地掘洞將全身埋入，只露出口鼻呼吸，每日埋四個時辰，一共掩埋七天方能化解。

### 龙卷罡气
初版之中，天地會總舵主陳近南的成名武功，内功之高，人所难测。

### 雞爪功
西藏拉薩大喇嘛巴顏法師所擅長的擒拿手法，曾和清涼寺住持澄光力鬥一場。

### 大手印神功
西藏密宗的第一高手桑結練至登峰造極的武功。

### 兩指禪
桑結左右齊發的強悍指力，自認武功獨特天下無雙，自從十根手指中毒截去之後，手指短了一段，出手已不如先前靈活，但正因短了一段，若是點中在敵人身上，力道又比昔日強了三分。

### 金剛護體神功
少林派内功最高境界，故老相傳，這“金剛護體神功”練到登峰造極之時，週身有一層無形罡氣，敵人襲來的兵刃暗器尚未及身，已給震開。

### 紅砂掌
崑崙派獨門掌法，馮錫範曾用來擊殺關安基，中掌處會留有血紅色的手印。

### 美人三招
洪夫人蘇荃的功夫，曾經傳給韋小寶，分別是「貴妃回眸」、「小怜横陈」、「飛燕迴翔」。

### 燕青十八翻
地堂門身法，可以滾到敵人身前，用單刀砍他們的腿。

### 松鼠草上飛
地堂門身法，可以滾到敵人身前，用單刀砍他們的腿。

### 地堂刀法
地堂刀法，地堂門武功，倘若上陣打仗，可以滾過去砍馬腿，林興珠曾傳授士兵在攻打台灣時使用。

### 真武劍陣
胖頭陀跟韋小寶提及的武當派劍陣。

## 俠客行

### 太玄經
以李白《俠客行》一詩演變的高明武學，收藏在無名荒島上，讓多名武林高手都無法解析，尤其刻在詩句旁的蝌蚪文註解，每一句都在引人入歧途，直到不識字的石破天上島，才明白蝌蚪文跟圖樣實是經脈運氣路線圖，因而練成太玄神功，其中第五句「十步杀一人」，第十句「脱剑膝前横」，第十七句「救赵挥金锤」，都是一套剑法。第六句「千里不留行」，第七句「事了拂衣去」，第八句「深藏身与名」，每句都是一套轻功；第九句「闲过信陵饮」，第十四句「五岳倒为轻」，第十六句「纵死侠骨香」，则各是一套拳掌功夫。第十三句「三杯吐然诺」，第十八句「意气素霓生」，第二十句「烜赫大梁城」，都是吐纳呼吸的内功口訣。

### 雪山劍法
雪山派鎮派劍術，因為雪山派祖師生性愛梅，七十二路劍法中夾雜梅花、梅萼、梅枝、梅幹的形態，古朴飄逸，兼而有之。和金烏刀法配合，可使威力大增。

### 金烏刀法
白自在妻室史小翠針對雪山劍法所創的刀式，刀法需有極強的內力配合，要旨在於厚實狠辣，招招剋制雪山劍法，但也能補全其缺陷，若能刀劍齊使，威力大大增強。由於力求強勝過雪山劍法，金烏刀法總共有七十三招，硬是多了雪山劍法一招。

### 無妄神功
史小翠和白阿繡修練的內功。

### 神倒鬼跌三連環
白自在的得意絕技，一揪、一抓、一絆，接連三招，曾勝過許多高手。

### 控鶴功
謝煙客壓箱絕技，曾憑此功小勝大悲老人一招。

### 碧針清掌
謝煙客的掌法，威力驚人，曾震懾長樂幫多名高手。

### 上清快劍
上清觀一派以速度見長的劍法。

### 羅漢伏魔神功
少林派前輩神僧所創的武學，集佛家內功之大成，十分深奧精微，需攝心歸元，摒絕一切雜念才得以入門修習，創招者把經脈路線繪在十八的木羅漢上，外敷泥粉再繪上少林入門內功，傳至大悲老人手裡前曾流轉過十一名高手所有，直到石破天誤打誤撞毀去泥偶並練成此功，才使這門武功重見天日。

### 劈卦刀
金刀寨大寨主安奉日的絕技之一，刀法一共七十二路，招中藏套，套中含式，變化多端，最後的收刀勢為一招「南海禮佛」，與石清交手時，卻敗在其手。

### 青龍刀
金刀寨大寨主安奉日的絕技之一，但與石清交手時卻未使出。

### 攔路斷門刀
金刀寨大寨主安奉日的絕技之一，但與石清交手時卻未使出。

### 黑煞掌
六合丁氏家傳武藝之一，掌力陰毒，擊中人身後會留下烏黑掌印，丁璫和石破天試招時曾打在他臉上。

### 丁家擒拿手
六合丁氏家傳武藝之一，共十八式，變化卻十分繁複。

### 寒意绵掌
初版之中丁不四所擅長的陰毒邪功，連丁不三也不懂

### 金龍鞭法
丁不四的九節鞭功夫。

### 五行六合掌
長樂幫軍師貝海石成名武林的絕技。

### 鐵砂掌
長樂幫香主展飛的絕技，已有二十余年深厚功力。

### 梅花拳
梅文馨跟梅芳姑母女的家傳武藝。

### 雙短叉
山西伏虎門的武功，當世只剩鐵叉會總舵主尤得勝會使。

### 潑婦劍法
梅文馨的新奇劍法，一招—式克制金龍鞭法，丁氏拳腳，劍法招招十分刁鑽古怪，陰毒狠辣，撩陰挑腹、剜目戳臀，無所不至。

## 連城訣

### 六合拳
太行山大盜呂通善用的拳法。

### 赤尻連拳
呂通和狄雲交手時用的拳法，也是六合拳的一路，但雜入猴拳，變化更多端。

### 連城劍法
湘中武林名宿梅念笙賴以成名的劍法，招式全依唐詩取名，但未完全傳給萬震山、言達平跟戚長發三名弟子，後來萬震山又將劍法改叫唐詩劍法傳給弟子，戚長發傳給狄雲跟戚芳的劍法則改叫躺屍劍法，兩種劍法的威力都比原來的連城劍法削弱許多。

### 神照經
湘中武林名宿梅念笙賴以成名的內功，他看出三名弟子心懷不軌後並未傳授，遭三名弟子暗算圍攻後，臨死前把秘笈送給丁典，丁典又交給狄雲。
此武功死人也可救活。

### 無影神拳
丁典練成神照經後用來打死偷襲者的拳功。

### 血刀刀法
血刀門的鎮派絕學，分為內功跟刀法兩部分，全都記錄在血刀經上，狄雲在寶象死後從他屍身獲得秘笈，在神照經大成後，於受困雪山時逐步練就。血刀刀法怪異至極，每招都是在決不可能的方位劈砍。

### 孔雀開屏
水岱傳授給汪嘯風的劍法，這套「孔雀開屏」翻來覆去共有九式，專取守勢，包含「東展錦羽」、「西剔翠翎」、「南迎艷陽」、「北回晨風」等招式

### 中平槍
花鐵幹賴以成名的槍法。

### 岳家散手
相傳為岳飛自創的拳招，花鐵幹曾用來攻擊狄雲。

## 鴛鴦刀

### 呼延十八鞭
宋朝大將呼延贊傳下的鞭法，是「鐵鞭鎮八方」周威信跟他師伯卓天雄所善用的武功，呼延十八鞭雖稱十八鞭，但傳下的鞭法僅有十七式，最後一招「一鞭斷十槍」，是當年呼延贊受敵人圍攻時，以一根鋼鞭震斷十桿長槍的套路，當世只有卓天雄練就，這一路鞭法，不論招數，單憑內力。

### 震天三十掌
卓天雄賴以成名的武功，世間僅有混元炁可匹敵。

### 混元炁
蕭半和的絕學，足以抗衡卓天雄的震天三十掌，修練條件十分嚴苛，必須童子身方能修習，不論男女，成婚後即消失，由於散失太過容易，武林中一向少有人練，蕭半和因是太監，故無散失之虞。

### 夫妻刀法
一位高僧傳給任飛燕跟林玉龍夫妻的刀法，共七十二招，是古代一對恩愛夫婦所創，招式名稱都有個風光旖旎的名字，雙刀使來陰陽開闔配合得天衣無縫，進退攻守互補，威力無窮，但夫妻二人性情暴躁沒法完全發揮，後來因為受到卓天雄追擊時，林任夫婦臨急傳授給蕭中慧跟袁冠南，便順利打退卓天雄，後來蕭袁二人竟得傳授，招式威力充分發揮，更顯精妙。
但這路刀法傷人甚易，殺人卻是極難，敵人身上中刀的所在全非要害，想是當年創製這路刀法的夫妻雙俠心地仁善，不願傷人性命，因此每一招極厲害的刀法之中，都為敵人留下了餘地。

## 白马啸西风

### 青蟒劍法
陳達海的成名絕技，施展時剑尖闪动，犹如蟒蛇。

## 越女劍

### 越女劍法
牧羊少女，外號劍神阿青和白公公(白猿)拿竹棒對打時，所領悟出來的一套古往今來最強劍法。